# Liste des écrits de Lionel Groulx
Cette liste des écrits de Lionel Groulx rassemble les ouvrages, articles et monographies que Lionel Groulx a écrit durant sa vie

## 1904-1905
- «Une âme de moine», Revue ecclésiastique, 1er février et 15 mai 1904; 15 février et 15 mars 1905.

## 1905
- «La préparation au rôle social», Revue ecclésiastique, avril 1905 et mai 1905.

## 1905-1906
- «L’Évangile des jeunes», Bulletin paroissial de Valleyfield, décembre 1905 et janvier 1906.

## 1906
- L'Education de la volonté en vue du devoir social, 1906, Montréal, Association catholique de la jeunesse canadienne-française, 24 p. (Conférence donnée au Collège de Valleyfield, le 22 février 1906).
- «Nécessité de la formation nationale», Le Semeur, février 1906, p. 106-114.

## 1907
- Questions pédagogiques», La Vérité, 21 et 28 septembre, 5 et 12 octobre 1907. (Journal Suisse)

## 1910
- «L’âme de la jeunesse canadienne-française», Le Semeur, 1910 p. 208-216.
- «La piété en vacances», Le Semeur, juin-juillet 1910, p. 301-305.

## 1911
- «La jeunesse et le congrès de la langue française», Le Devoir, 11 août 1911.

## 1912
- Une Croisade d'adolescents, 1912, Québec, L'Action Sociale Limitée, 264 p.
- «Mes vacances à Crec’h Bleiz», Le Devoir, 23 mars 1912. (Article écrit à la nouvelle de la mort de l’Amiral de Cuverville).
- «Le congrès de la langue française et le sou des tout petits», Le Devoir, mars 1912.
- «Leçons de patriotisme», L’Action Sociale, 11 mars 1912.

## 1913
- Petite histoire de Salaberry de Valleyfield, Montréal, Beauchemin, 1913, 31 p.
- «Savez-vous qui vous êtes ?», Le Semeur, mars 1913, p. 197-201.
- «L’ACJC et les vocations sacerdotales», Le Semeur, juin-juillet 1913, p. 290-297.

## 1914
- Ceux qui viennent, Montréal, 1914, 14 p
- «La neuvième croisade», Le Devoir, 12 mai 1914.
- «Constitution fédérative 1867», Revue canadienne, novembre 1914, p. 387-398.
- «Les idées religieuses de Cartier», Revue canadienne, septembre 1914, p. 225-235.

## 1915
- «La question des subsides», L’enseignement secondaire au Canada, 15 novembre 1915, p. 12-21.

## 1915-1916
- Nos luttes constitutionnelles, Cinq conférences prononcées à l’Université Laval de Montréal du 3 novembre 1915 au 12 avril 1916 et parues en cinq brochures dans La Revue canadienne, juin-juillet-août 1915 : T. I : La constitution de l’Angleterre. Le Canada politique en 1791, 18 p.; T. II : La question des subsides, 17 p.; T. III : La responsabilité ministérielle, 23 p. ; T. IV :La liberté scolaire, 23 p. ; T. V : Les droits du français, 21 p.

## 1916
- Les Rapaillages - Vieilles choses, Vieilles gens, Montréal, Le Devoir, 1916, 159 p.
- (Pseud. Lionel Montal), «La vieille croix du Bois-Ver», Le Devoir, 27 mai 1916.

## 1917
- L’histoire acadienne, Montréal, Éd. de la Société Saint-Jean-Baptiste de Montréal, 1917, 32 p. (Conférence prononcée à Montréal le 30 mai 1917).
- «Un vieux garçon dépareillé», Almanach de la langue française, 1917, p. 28-29.
- «La responsabilité de l’Angleterre», Revue canadienne, mai 1917, p. 321-335.
- «Une action intellectuelle», L'Action française, 1917, Vol. 1,  p. 33-43.
- «Ville-Marie», L'Action française, 1917, Vol. 1, p. 133-138.
- «Ce cinquantenaire», L’Action française, 1917, Vol. 1, p. 193-203.
- «Silhouettes canadiennes – Mademoiselle Laure Conan», L’Action française, 1917, Vol. 1, p. 246-249.
- «Un geste d’action française en 1842», L’Action française, 1917, Vol. 1, p. 258-272.
- «Notre enquête», L’Action française, 1917, Vol. 1, p. 368-374.

## 1918
- La Confédération Canadienne – Ses origines, Montréal, Imprimé au Devoir, 1918, 265 p. (Série de conférences prononcées à l'Université Laval, Montréal, 1917-1918).
- Pour l'Action française, Conférence prononcée au Monument national, à Montréal, le 10 avril 1918, [Montréal], Bibliothèque de l'Action française, [1918], 23 p.
- «La croix de Maisonneuve – Une page de notre histoire», Almanach de la langue française, 1918.
- «Journaux, livres et revues – Le clergé et l’action sociale», L’Action française, 1918, février 1918, p. 86-88.
- «Nos Zouaves», L’Action française, mars 1918, p. 120-128.
- «Au pays de Dollard», L’Action française, mai 1918, p. 210-211.
- «Nos forces nationales – Notre histoire», L’Action française, août 1918, p. 338-356.
- «Journaux, livres et revues – La Revue trimestrielle», L’Action française, octobre 1918, p. 469-470.

## 1919
- La Naissance d'une Race – Cours d'histoire à l'Université Laval, Montréal, Bibliothèque de l’action française, 1919, 294 p.
- Si Dollard revenait..., Conférence prononcée au Monument national de Montréal, le 31 janvier 1919, sous les auspices du Cercle catholique des voyageurs de commerce de Montréal], Montréal, Bibliothèque de l'Action française, [1919], 24 p.
- «Préface», Paul-Émile Lamarche, Œuvres - Hommages, Montréal, Bibliothèque de l'Action française, 1919, p. 7-8.
- «Un concours d’histoire», Almanach de la langue française, 1919, p. 23-30.
- «Les Précurseurs», L’Action française, janvier 1919, p. 22-24.
- «Le pèlerinage Dollard», L’Action française, avril 1919, p. 162-165.
- «Journaux, livres et revues – Pour la défense de nos lois françaises», L’Action française, juin 1919, p. 272-274.
- «Partie documentaire : Le discours de M. l’Abbé Groulx au Long-Sault», L’Action française, juin 1919, p. 284-288.
- «Le Congrès de Chicoutimi», L’Action française, septembre 1919, p. 394-400.
- «Comment servir», L’Action française, novembre 1919, p. 491-498.

## 1920
- Lendemains de Conquête - Cours d'histoire du Canada donnés à l'Université de Montréal, 1919-1920, Montréal, Bibliothèque de l'Action française, 1920, 235 p.
- Chez nos ancêtres, Montréal, Bibliothèque de l'Action française, 1920, 102 p.
- Méditation patriotique – Dollard, Montréal, Bibliothèque de l'Action française, 1920, 16 p.
- «Notre hommage au Devoir», L'Action française, janvier 1920, p. 28-33.
- «Marguerite Bourgeois», L'Action française, avril 1920, p. 158-167.
- «Pour la fête de Dollard», L'Action française, octobre 1920, p. 460-462.
- «L’Ancêtre», Almanach de la langue française, 1920.
- (Pseud. Jacques Brassier), «La vie de l'Action française», L'Action française, octobre 1920, p. 475-477; novembre, p. 524-527.
- Veillons sur notre histoire», L’Action française, novembre 1920, 515-520.
- «Le problème économique», L’Action française, décembre 1920, p. 558-565.

## 1921
- Vers l'émancipation (première période), cours d'histoire du Canada à l'Université de Montréal, 1920-1921, Montréal, Bibliothèque de l’Action française, 1921, 308 p.
- «Notre doctrine», dans Consignes de demain - doctrine et origines de l'Action française, Montréal, Bibliothèque de l'Action française, 1921, p. 6-15.
- Notre doctrine», L’Action française, janvier 1921, p. 24-33.
- «Une grande date - (14 juin 1671)», L’Action française, mai 1921, p. 294-305.
- «Louis-Joseph Papineau», L’Action française, octobre 1921, p. 589-608.
- «Le problème économique : conclusion», L’Action française, décembre 1921, p. 706-722.
- «La Vie de l’Action française», L’Action française, janvier, p. 63-64; février, p. 125-126; mars, p. 190; avril, p. 254-256; mai, p. 319-320; juin, p. 380-382; juillet, p. 434.

## 1922
- (Pseud. Alonié de Lestres), L’Appel de la race, Montréal, Bibliothèque de l’Action française, 1922, 278 p.
- La France d’outre-mer, Librairie de l’Action française, Paris, 1922, 34 p. (Conférence prononcée à Paris devant les publicistes chrétiens, le 2 février 1922).
- L’Amitié Française d’Amérique, Montréal, Bibliothèque de l’Action française, 1922, 32 p. (Conférence prononcée à Lowell, États-Unis, le 17 septembre 1922, au congrès de la Fédération catholique des sociétés franco-américaines.
- « Notre avenir politique », L’Action française, janvier 1922, p. 4-25.
- (Pseud. Alonié de Lestres) « Les premiers pas », L’Action française, janvier 1922, p. 43-46.
- « Pour la fête de Dollard », L’Action française, avril 1922, p. 213-219.
- « Les Franco-Américains et nous », L’Action française, juin 1922, p. 362-369.
- « La propagande en France », L’Action française, septembre 1922, p. 165-178.
- « Lettre à Monsieur Vincent d’Indy Paris, L’Action française, avril 1922, p. 252-253.
- « À nos lecteurs », L’Action française, novembre 1922, p. 257-258.
- « Notre avenir politique : Conclusion », L’Action française, décembre 1922, p. 333-348.
- (Pseud. Jacques Brassier), « La Vie de l’Action française », L’Action française, septembre, p. 187-189; octobre, p. 251-253.

## 1923
- «La famille canadienne-française – ses traditions, son rôle», Les Semaines sociales du Canada – La famille, 1923, p. 334-358.
- (Pseud. Jacques Brassier), «L’Appel de la race», L’Action française, février 1923, p. 118-123.
- (Pseud. Jacques Brassier), «La génération de Lantagnac», L’Action française, mars 1923, p. 172-179.
- «La découverte du Mississippi», L’Action française, avril 1923, p. 210-212.
- «François de Laval», L’Action française, mai 1923, p. 274-284.
- «Un dernier mot», L’Action française, mai 1923, p. 291-294.
- (Pseud. Jacques Brassier), «La Haine de la terre», L’Action française, juillet 1923, p. 39-46.
- «Partie documentaire», », L’Action française, septembre 1923, p. 190-192.
- «Monseigneur Taché», », L’Action française, octobre 1923, p. 211-223.
- «Ce que nous devons au catholicisme», L’Action française, novembre 1923, p. 258-271.
- (Pseud. Jacques Brassier), «La vie de l’Action française», L’Action française, janvier 1923, p. 60-64; février, p. 124-126; avril p. 251-256; août p. 124-126; septembre, p. 185-189; octobre, p. 251-255; novembre, p. 310-315; décembre, p. 376-378.
- (Pseud. Jean Tillemont), «La vie de l’Action française», L’Action française, mars 1923, p. 189-192; mai, p. 316-320.
- (Pseud. Nicolas Tillemont), «La vie de l’Action française», L’Action française, juin 1923, p. 380-384; juillet, p. 60-63.

## 1924
- Notre Maître, le passé, Vol. I, Montréal, Bibliothèque de l'Action française, 1924, 269 p.
- «Les femmes dans notre histoire», Notre Maître, le passé, Vol. I, Montréal, Bibliothèque de l'Action française, 1924, p. 241-244.
- «Le problème national», Almanach de la langue française, 1924, p. 50-52.
- (Pseud. Alonié de Lestres), «Comment j’ai quitté la politique», Almanach de la langue française, 1924, p. 114-120.
- «Livre – L’obscure souffrance de Laure Conan», », L’Action française, avril 1924, p. 250-252.
- (Pseud. Jacques Brassier), «Dans Kent et Essex», L’Action française, mai 1924, p. 297-309.
- «Les vingt ans de l’A.C.J.C.», L’Action française, juin 1924, p. 360-372.
- (Pseud. Jacques Brassier), «La vie de l’Action française», L’Action française, janvier 1924, p. 56-62; mars, p. 183-191; avril, p. 252-255; juin, p. 376-381; juillet, p. 55-57; août, p. 125-127; septembre, p. 185-189; octobre, p. 246-249; novembre, p. 312-316; décembre, p. 381-382.
- (Pseud. Nicolas Tillemont), «La vie de l’Action française», L’Action française, février 1924, p. 123-128; mai, p. 314-320.
- «Nos traditions du jour de l’an», La Vie Nouvelle, 1924.

## 1925
- «Le bilinguisme avant 1867», L’Action française, janvier 1925, p. 4-23.
- «Nos martyrs», L’Action française, juin 1925, p. 369-376.
- (Pseud. Jacques Brassier), «La dernière Saint-Jean-Baptiste», L’Action française, juillet 1925, p. 53-55.
- «Le devoir des universitaires catholiques», L’Action française, octobre 1925, p. 220-235.
- (Pseud. Jacques Brassier), «La vie de l’Action française», L’Action française, janvier 1925, p. 61-64; février, p. 125-128; mars, p. 196-200; avril, p. 258263-; mai, p. 325-328; juillet, p. 62-64; août, p. 126; septembre, p. 188-191; octobre, p. 263-264; novembre, p. 325-328; décembre, p. 387-390.

## 1926
- Dix ans d'Action française, Montréal, Bibliothèque de l’Action française, 1926, 273 p.
- «La Semaine de l’Histoire du Canada – 1925», Almanach de la langue française, 1926, p. 67-69.
- «Les Patriotes de 1837 et les châtiments de l’Église», L’Action française, avril 1926, p. 217-231; mai, p. 294-311; juin, 347-354.
- (Pseud. Jacques Brassier), «La fête de Dollard», L’Action française, avril 1926, p. 244-245.
- «L’école des héros», L’Action française, août 1926, p. 82-92.
- (Pseud. Jean Tavernier), «À propos d’éclaireurs», L’Action française, octobre 1926, p. 220-225.
- (Pseud. Jacques Brassier), «Le Mexique», L’Action française, août 1926, p. 118-122.
- (Pseud. Jacques Brassier), «La vie de l’Action française», L’Action française, janvier 1926, p. 57-59; février, p. 122-124; mai, p. 319-320; juin, p. 376-379; septembre, p. ; 187-189; octobre, p. 251-253; novembre, p. 316-317; décembre, p. 382-384.
- (Pseud. Jean Tavernier), «La vie de l’Action française», L’Action française, mars 1926, p. 187-191; avril, p. 249-252.
- (Pseud. Alonié de Lestres), «La vie de l’Action française», L’Action française, août 1926, p. 123-128.

## 1927
- «En revenant… de Chicago», Almanach de la langue française, 1927, p. 74-76.
- (Pseud. Jacques Brassier), «Veut-on nous pousser au fascisme ?», L’Action française, janvier 1927, p. 25-27.
- (Pseud. Jacques Brassier), «La vie de l’Action française», L’Action française, janvier, p. 57-60; mars 1927, p. 184-187; septembre, p. 223-227.
- (Pseud. Jean Tavernier), «La vie de l’Action française», L’Action française, février 1927, p. 123-124.
- (Pseud. Jacques Brassier), «Notes diverses», L’Action française, avril 1927, p. 268-270; septembre, p. 178-179.
- «Les Canadiens français et l’établissement de la Confédération», L’Action française, mai-juin 1927, p. 282-301.
- «Les leçons de l’histoire aux bords du Saint-Maurice», L’Action française, août 1927, p. 102-113.
- (Pseud. Jacques Brassier), «Les Canadiens-français sont leurs maîtres grâce à 1867», L’Action française, août 1927, p. 122-123.
- « Primauté du spirituel, par Jacques Maritain », L'Action française, vol. XVIII, n° 3 (septembre 1927).
- (Pseud. Jacques Brassier), «Nous faut-il plus d’anglais ?», L’Action française, novembre 1927, p. 293-297.

## 1928
- Nos responsabilités intellectuelles, Tract no 6, 2e série, Montréal, Secrétariat Général de l'Association Catholique de la Jeunesse Canadienne-française, 1928.
- «Tolérance ou dignité ?», L’Almanach de la langue française, 1928.
- «Les périls actuels», L’Action française, mai 1928, p. 294-299.
- «Lettre du Manitoba», L’Action française, juillet 1928, p. 35-48.

## 1930
- Ville-Marie – Montréal, Bureau de Marguerite Bourgeoys, 1930, 16 p.
- Marguerite Bourgeoys, Montréal, Éd. Du Bureau Marguerite Bourgeoys, 1930, 16 p.
- Quelques causes de nos insuffisances, Sans éd., 1930, 15 p. (Causerie au Cercle Universitaire de Montréal, le 26 avril 1930).

## 1931
- L'enseignement français au Canada – I : Dans le Québec, Montréal, Éditions Albert Lévesque, 1931, 327 p.
- « Quelques impressions de voyage », Le Devoir, 25 avril 1931.
- La Déchéance incessante de notre classe moyenne, Montréal, l’Imprimerie populaire, 1931, 16 p. (Conférence prononcée à Montréal, le 5 décembre 1931).
- « Pèlerinage à Lisieux », Le Devoir, 19 mars 1931.

## 1932
- Le Français au Canada, Paris, Librairie Delagrave, 1932, 234 p.
- (Pseud. Alonié de Lestres), Au Cap Blomidon, Montréal, Le Devoir, 1932, 239 p.
- Le dossier de Dollard, Montréal, Imprimerie populaire, 1932, 18 p.
- « Son excellence Mgr Rodrigue Villeneuve », Amica, février 1932.
- « L’avenir de la culture française au Canada », Le Français au Canada, 1932, p. 204-226.
- « L’Union des Canadas », Le Devoir, 8 mai 1932.
- (Pseud. André Marois), « Réforme d’un parti ou réforme d’une politique », Le Devoir, 20-21 septembre 1932.
- « Pays français, Visages anglais », Le Devoir, 2 décembre 1932, p.1.

## 1933
- L'enseignement français au Canada – II : Les écoles des minorités, Librairie Granger Frères Limitée, 1933, 271 p
- « La survivance canadienne-française et la terre : Conférence de M. l’abbé Lionel Groulx », Semaines sociales du Canada, Le problème de la terre, Montréal, 1933, p. 327-347.
- (Sans nom), « Partie documentaire – Les jeunes s’en mêlent – Manifeste de la jeune génération », L'action nationale, 1, 2 (février 1933), p. 116-122. (Selon Guy Frégault, il a rédigé le manifeste des Jeunes-Canada. Voir Guy Frégault, Lionel Groulx tel qu’en lui-même, 1978,  p, 198).
- « Une tâche entre quelques autres », L'action nationale, 1, 1 (janvier 1933), p. 29-43.
- (Pseud. Jacques Brassier), «Regards autour de nous», L'action nationale, 1, 2 (février 1933), p. 110-112.
- « Vingt-cinq ans d'éducation politique et national », L'Action nationale, 1, 3 (mars 1933), p. 159-160. (Extraits d'un discours prononcé à l'occasion du 25e anniversaire de L'action catholique de Québec).
- (Pseud. Jacques Brassier), «Pour qu'on vive», L'action nationale, 1, 4 (avril 1933), p. 238-247; 1, 5 (mai 1933), p. 308-311; 1, 6 (juin 1933), p. 361-367; 2, 3 (novembre 1933), p. 187-193; 2, 4 (décembre 1933), p. 261-266.
- « Hincks et Morin », L'action nationale, 2, 2 (octobre 1933), p. 117-122.
- « À travers les vieux journaux du British Museum », L'action nationale, 2, 4 (décembre 1933), p. 230-236.

## 1934
- La Découverte du Canada, Jacques Cartier, Montréal, Granger Frères, 1934, 290 p.
- (Pseud. Jacques Brassier), «Pour qu'on vive», L'Action nationale, 3, 1 (janvier 1934), p. 51-54; 3, 2 (février 1934) p. 116-122; 3, 3 (mars 1934), p. 178-182; 3, 6 (juin 1934), p. 362-373; 4, 2 (octobre 1934), p. 135-142; 4, 3 (novembre 1934), p. 201-205; 4, 4 (décembre 1934), p. 241-247.
- « L'Éducation Nationale », L'Action nationale, 3, 1 (janvier 1934), p. 6-20.
- « Le National et le Religieux », L'Action nationale, 3, 2 (février 1934), p. 93-98.
- « Idéal de l’étudiant », Le Quartier Latin, 22 février 1934.
- « L'esprit estudiantin », L'Action nationale, 3, 3 (mars 1934), p. 161-173.
- « La "Relève" », L'Action nationale, 3, 4 (avril 1934), p. 226-228.* « L'éducation nationale et les écoles normales », L'Action nationale, 4, 1 (septembre 1934), p. 5-25.
- « Langue et survivance », L'Action nationale, 4, 1 (septembre 1934), p. 46-62.
- "Vivre", lettre à Jean-Louis Gagnon», L'Action nationale, 4, 3 (novembre 1934) p. 171-176.

## 1935
- Orientations, Montréal, Éditions du Zodiaque, 1935, 310 p.
- « Avant-propos : L’éducation nationale », dans L’Éducation nationale : enquête de l’Action nationale, Montréal, Éditions Albert Lévesque, 1935, p. 9-22.
- « L’éducation nationale et l’Université», L’Action Universitaire, janvier 1935.
- « Les échos d'une campagne », L'Action nationale, 5, 1 (janvier 1935), p. 44-56.
- (Pseud. André Marois), «Éducation nationale),  L'Action nationale, 5, 3 (mars 1935), p. 164-173.
- « Thomas Chapais, historien », L'Action nationale, 5, 4 (avril 1935), p. 247-251.
- « Les conférences de M. Bourassa », L'Action nationale, 5, 5 (mai 1935), p. 257-265. (Éditorial non signé).
- « Un chef de trente-trois ans », L'Action nationale, 5, 5 (mai 1935), p. 266-276. (À propos de La Fontaine).
- (Pseud. André Marois), « La loyauté à l’Angleterre », L’action nationale, 5, 6 (juin 1935), p. 366-374.
- (Pseud. Jacques Brassier), «Action catholique et action nationale», L’Action nationale, 5, 9 (septembre 1935), p. 52-63.
- « Trois-Rivières », L'Action nationale, 6, 2 (octobre 1935), p. 129-133. (À propos du livre d'Albert Tessier).
- (Pseud. André Marois), «Pour vivre – Le séparatisme», L'Action nationale, 6, 3 (novembre 1935), p. 204-215.

## 1936
- Notre Maître, le passé, Vol. II, Montréal, Librairie Granger et Frères, 1936, 305 p.
- (Pseud. André Marois), «Pour vivre», L'Action nationale, 7, 4 (avril 1936), p. 222-234.

## 1937
- Directives, Montréal, Éditions du Zodiaque, 1937, 270 p.
- Une Heure avec l’abbé Groulx à propos de ’37, Montréal, Éditions des jeunesses patriotes, 1937, 25 p.
- « Pour vivre », L'Action nationale, 9, 2 (février 1937), p. 111-117; 9, 5 (mai 1937), p. 308-315.
- « Une politique nationale - Notre destin français », L'Action nationale, 9, 3 (mars 1937), p. 130-142.
- « Pages documentaires - À propos de la fondation d'un parti national fédéral », L'Action nationale, 9, 4 (avril 1937), p. 225-226.

## 1938
- « Talon en face de son œuvre », L'Action nationale, 11, 2 (février 1938), p. 117-121. (Conclusion d'un cours d'Histoire du Canada donné la même année à l'Université de Montréal dont le titre était: «Une politique coloniale organique»).
- « Un grand triumvirat – Colbert – Louis XIV – Jean-Talon », Programme-souvenir de la SSJB de Montréal, 1938.
- « Nos premières religieuses », L'Action nationale, 12, 4 (décembre 1938), p. 291-295. (À l'occasion du troisième centenaire de l'arrivée des religieuses au Canada. Extrait d'un cours intitulé: «La génération de l'enracinement»).

## 1939
- « Louis-Jolliet », Programme-souvenir de la SSJB de Montréal, 1939.
- « Cavalier de LaSalle », L’Action universitaire, janvier 1939.
- « La Bourgeoisie et le National », L'avenir de notre bourgeoisie, Montréal, Éd. Bernard Valiquette et de l'Action canadienne-française, 1939, p. 93-125. (Conférence prononcée au premier congrès de la Jeunesse Indépendante Catholique, tenu à Montréal le 25-27 février 1939. Une version abrégée de cette conférence a aussi parue dans L'Action nationale, 13, 4 (avril 1939), p. 291-301).
- « Une opinion anglo-canadienne », L'Action nationale, 13, 6 (juin 1939), p. 466-476. (Compte rendu du livre de F.-R. Scott, Le Canada d'aujourd'hui, (traduction française de Pierre Vigeant), Éd. Le Devoir, 1939).
- « Jacques Marquette », L'Action nationale, 14, 4 (décembre 1939), p. 232-237.
- « Congrès de la jeunesse étudiante – Lettre au Congrès », Le Devoir, 22 décembre 1939.

## 1940
- Ville-Marie – joyau de l’histoire coloniale, Montréal Éditions du Devoir, 1940, 24 p. (Conférence à l’Académie Querbes, Outremont, le 7 décembre 1939).
- « Frontenac », Programme-souvenir de la SSJB de Montréal, 1940.
- « Le départ de Maisonneuve », L'Action nationale, 15, 3 (mars 1940), p. 156-175. (Extrait d'un cours d'Histoire du Canada donné à l'Université de Montréal le 22 février 1940 dont le titre était La fin de l'ère mystique en Nouvelle-France»).
- « Deux mystiques de la Nouvelle-France », L'Action nationale, 15, 5 (mai 1940), p. 331-335. (À propos de Marie de l'Incarnation et de Catherine de Saint-Augustin).
- « Notre nation », Programme-souvenir de la SSJB de Montréal, juin 1940.
- « La vie religieuse au temps de Talon », L’Action universitaire, juin 1940.
- « L'an 1940 », L'Action nationale, 16, 1 (août-septembre), p. 5-21.
- « Pour un commencement de libération », L'Action nationale, 16, 2 (octobre 1940), p. 115-122. (Discours prononcé le 9 octobre 1940 au Gèsu lors d'une grande manifestation coopérative).
- L’empire français», Le Quartier Latin, 20 décembre, 1940.

## 1941
- « L'expédition du chevalier de Troyes, en 1686, à la baie d'Hudson », L'Action nationale, 17, 4 (avril 1941), p. 275-286.
- « Les lettres canadiennes d'autrefois », L'Action nationale, 17, 4 (avril 1941), p. 343-344. (Compte rendu du livre de Séraphin Marion, Vol. II, Ottawa, Éditions de l'Université d'Ottawa, 1940).
- « Intention apostolique ou hypocrisie politique », Revue dominicaine, mai 1941, p. 228-231. (Texte sur le thème des autochtones)
- « L'annexionnisme au Canada français », L'Action nationale, 17, 6 (juin 1941), p. 443-454.
- « La famille canadienne-française », Programme-souvenir de la SSJB de Montréal, 24 juin 1941.
- Notre problème politique - Vers l'avenir», L'Action nationale, 18, 2 (octobre 1941), p. 97-103.
- « Le centenaire de l'Union des Canadas », L'Action nationale, 18, 3 (novembre 1941), p. 169-182.
- «L’après-guerre », Revue dominicaine, novembre 1941, p. 197-203.
- « La fondation de Ville-Marie », L'Action nationale, 18, 4 (décembre 1941), p. 301-308.

## 1942
- « Paul de Chomedey de Maisonneuve, fondateur de Montréal », Bulletin de la SSJB de Montréal, 1942, p. 31-36.
- Ville-Marie, 1642-1942, L’œuvre des Tracts, janvier 1942, 16 p.
- « Montréal, son histoire singulière », Le Quartier latin, 27 mars 1942.
- « À propos de "Notre milieu" - Pour une politique nationale », L'Action nationale, 20, 1 (septembre 1942), p. 6-26. (Compte rendu du premier volume de la collection de Notre milieu publié sous la direction d'Esdras Minville).
- Vers l’Indépendance politique – Un centenaire de liberté, Montréal, Éditions de l’Action nationale, 1942. (Conférence prononcée pour le centenaire du gouvernement responsable au Canada, le 16 septembre 1942).

## 1943
- Pourquoi nous sommes divisés, Montréal, Les Éditions de l'Action nationale, 1943, 42 p. (Cette conférence a été prononcée au Monument national de Montréal, le 23 novembre 1943, sous les auspices de la Ligue de l'Action nationale. 75 000 exemplaires de cette conférence ont paru en français; 35 000 en anglais.)
- « Cité de joie – Hôtel-Dieu », Le Devoir, 5 juin 1943.

## 1944
- Notre Maître, le passé, Vol. III, Montréal, Librairie Granger et Frères, 1944, 318 p.* Louis-Riel et les événements de la Rivière-Rouge en 1869-1870, Montréal, Éditions de l’Action nationale, 1944, 23 p. (Conférence prononcée à Saint-Boniface et Montréal).* « La Providence et la conquête anglaise de la Nouvelle-France », Notre Maître, le passé, 3e série, Montréal, Granger Frères limitée, 1944, p. 125-164.* Confiance et Espoir, Sudbury, La Société historique du Nouvel Ontario, 1945, 22 p. (Conférence promnoncée à Sudbury en 1944).* « D’où nous sommes partis », Relations, avril 1944, p. 93-94.* « La Saint-Jean-Baptiste des jeunes », Le Devoir, 13 juin, 1944.

## 1945
- « Le Canada – pays libre », Semaines sociales du Canada, Montréal, 1945.
- « L'originalité de notre histoire », (En coll.), Centenaire de l'Histoire du Canada de François-Xavier Garneau, Montréal, Société historique de Montréal, 1945, p. 31-53.
- « L'œuvre d'Esdras Minville », L'Action nationale, 25, 1 (janvier 1945), p. 6-14. (Discours prononcé par Lionel Groulx lors de la réception d'Esdras Minville à la Société Royale).
- (Pseud. David La Fronde), «Bouchard», Le Bloc, 4 janvier 1945. (Entrevue avec le Sénateur Bouchard).
- (Pseud. David La Fronde), La carte du jour de l’an de M. Adélard Godbout», Le Bloc, 11 janvier 1945.
- (Pseud. David La Fronde), «Mon ami Jack enquête sur Jean-Charles Harvey», Le Bloc, 8 février 1945.
- « Jeanne Mance », L'Action nationale, 25, 3 (mars 1945), p. 175-196. (Version remaniée d'une conférence prononcée à l'Hôtel-Dieu de Montréal, le 19 juin 1944, à l'occasion de la première «Journée de l'Hôpital»).

## 1946
- « Que s'est-il donc passé sur la colline du Long-Sault », Notre Temps, 25 mai 1946, p. 4.
- « L'idée d'indépendance à travers l'histoire canadienne », L'Action nationale, 27, 6 (juin 1946), p. 412-453.
- « L'orientation fatale », L'Action nationale, 28, 2 (octobre 1946), p. 91-100. (À propos du traité d'Utrecht).

## 1947
- « Jeunesses laurentiennes – Un témoignage », Les Jeunesses laurentiennes, 1947.
- « M. Thomas Chapais », Liaison, 1, 1947, p. 12-17.
- « Dollard », Notre Temps, 1947.
- « Misères des derniers jours », L'Action nationale, 29, 1 (janvier 1947), p. 19-47.
- « Pour une collecte nationale et pour une croisade de prières », Le Devoir, 20 avril 1947. (Grève de l’amiante)
- « Pages liminaires », Revue d'histoire de l'Amérique française, 1, 1 (juin 1947), p. 3-5.
- « Le gallicanisme au Canada sous Louis XIV », Revue d'histoire de l'Amérique française, 1, 1 (juin 1947), p. 54-90.
- « Documents inédits - Correspondance Langevin-Audet », Revue d'histoire de l'Amérique française, 1, 2 (septembre 1947), p. 271-272.
- Compte rendu du livre de Léo-Paul Desrosiers, Iroquoisie - Tome I - (1534-1646), paru dans la Revue d'histoire de l'Amérique française, 1, 2 (septembre 1947), p. 278-287.
- Compte rendu du livre de Gustave Lanctôt, Jacques Cartier devant l'histoire, paru dans la Revue d'histoire de l'Amérique française, 1, 2 (septembre 1947), p. 291-298.
- « Documents inédits - Dossier Jacques Labrie », Revue d'histoire de l'Amérique française, 3 (décembre 1947), p. 408-410.
- « Vie de l'Institut », Revue d'histoire de l'Amérique française, 1, 1 (juin 1947), p. 152-159; 1, 2 (septembre 1947), p. 314-320; 1, 3 (décembre 1947), p. 473-479.
- « Battle for Acceptance », Le Quartier Latin, 12 décembre 1947.

## 1948
- « Jeunesses laurentiennes – Directives », Les Jeunesses laurentiennes, 1948, p. 14-15.
- « Ceci se passera au Canada », Le Devoir, 28 janvier 1948.
- « Le coureur de bois, type social », L'Action nationale, 31, 5 (janvier 1948), p. 23-38.
- « Fondateurs de l’Église canadienne – Pages liminaires », Le Courrier des Fondateurs, no 1, mars 1948.
- « Mgr Adélard Langevin d'après une partie de sa correspondance », Revue d'histoire de l'Amérique française, 1, 4 (mars 1948), p. 569-594.
- « Documents inédits - Réclamation du Dr Meilleur », Revue d'histoire de l'Amérique française, 1, 4 (mars 1948), p. 595.
- Compte rendu du livre d'Eugène Guernier, Jacques Cartier et la pensée colonisatrice, paru dans la Revue d'histoire de l'Amérique française, 1, 4 (mars 1948), p. 600-610.
- « La Querelle de l'eau-de-vie sous le régime français », Revue d'histoire de l'Amérique française, 1, 4 (mars 1948), p. 615-617.
- « Faillite d'une politique », Revue d'histoire de l'Amérique française, 2, 1 (juin 1948), p. 81-96. (Annexe documentaire, p. 97-113).
- « Dossier sur un centenaire 1848-1948 : Rétablissement de la langue française dans ses droits officiels », Revue d'histoire de l'Amérique française, 2, 1 (juin 1948), p. 97-112.* « Comment signait LaFontaine », Revue d'histoire de l'Amérique française, 2, 1 (juin 1948), p. 112-113.
- Compte rendu du livre de Mgr Wilfrid Lebon, Histoire du Collège de Sainte-Anne-de-la-Pocatière - Le premier demi-siècle 1827-1877, paru dans la Revue d'histoire de l'Amérique française, 2, 1 (juin 1948), p. 114-117.
- « Documents inédits - Événements des 8, 9, 10, 11 juillet 1895 (Affaires des Écoles du Manitoba) », Revue d'histoire de l'Amérique française, 2, 2 (septembre 1948), p. 275-276.
- Compte rendu du livre de L.-M. Carles, Les Dieppois dans l'épopée canadienne, paru dans la Revue d'histoire de l'Amérique française, 2, 2 (septembre 1948), p. 301-303.* Compte rendu de la Revue historique paru dans la Revue d'histoire de l'Amérique française, 2, 2 (septembre 1948), p. 310-312.
- « Un débat parlementaire en 1849 », Revue d'histoire de l'Amérique française, 2, 3 (décembre 1948), p. 375-389.
- Compte rendu du livre de Robert Rumilly, L'autonomie provinciale, paru dans la Revue d'histoire de l'Amérique française, 2, 3 (décembre 1948), p. 440-446.
- Compte rendu du livre de Gabriel Louis-Jaray, Cardinal de Richelieu - Maximes d'État, paru dans la Revue d'histoire de l'Amérique française, 2, 3 (décembre 1948), p. 450.
- Compte rendu du livre de William Henry Atherton, The Saintly Life of Jeanne Mance First Lay Nurse in North America, paru dans la Revue d'histoire de l'Amérique française, 2, 3 (décembre 1948), p. 451.
- Compte rendu de la Revue historique, paru dans la Revue d'histoire de l'Amérique française, 2, 3 (décembre 1948), p. 458-459.
- « Un Institut d'histoire », Revue d'histoire de l'Amérique française, 2, 3 (décembre 1948), p. 472-479. (Causerie prononcée au club Richelieu de Montréal, le 14 octobre 1948).
- « Vie de l'Institut », Revue d'histoire de l'Amérique française, 1, 4 (mars 1948), p. 625-633; 2, 1 (juin 1948), p. 152-157; 2, 2 (septembre 1948), p. 313-318; 2, 3 (décembre 1948), p. 466-471.

## 1949
- L'indépendance du Canada, Montréal, Éditions de l'Action nationale, 1949, 175 p.
- Compte rendu du livre de Guy Frégault, François Bigot, administrateur français, L'Action nationale, 33, 2 (février 1949), p. 50-61.
- « Documents inédits - Aveu et Dénombrement : La Seigneurie de Vaudreuil », Revue d'histoire de l'Amérique française, 2, 4 (mars 1949), p. 583.
- Compte rendu du livre d'Alain Grandbois, Né à Québec - Louis Jolliet, paru dans Revue d'histoire de l'Amérique française, 2, 4 (mars 1949), p. 603.
- Compte rendu de la Revue historique, paru dans la Revue d'histoire de l'Amérique française, 2, 4 (mars 1949), p. 606-607.* Compte rendu de la revue Études d'histoire moderne et contemporaine, paru dans la Revue d'histoire de l'Amérique française, 2, 4 (mars 1949), p. 607-608.
- Compte rendu de la Revue d'histoire des colonies, paru dans la Revue d'histoire de l'Amérique française, 2, 4 (mars 1949), p. 608-612.
- « Missionnaire de l'est en Nouvelle-France », Revue d'histoire de l'Amérique française, 3, 1 (juin 1949), p. 45-72.
- « Documents inédits - Louis Riel », Revue d'histoire de l'Amérique française, 3, 1 (juin 1949), p. 111-114.
- Compte rendu du livre de Stanilas Vachon, La Puissance occulte - Le Canada et la deuxième grande guerre, paru dans la Revue d'histoire de l'Amérique française, 3, 1 (juin 1949), p. 133.* Compte rendu de la Revue historique, paru dans la Revue d'histoire de l'Amérique française, 3, 1 (juin 1949), p. 137-140.
- Compte rendu du livre d'André Dagenais, Vers un nouvel âge, paru dans la Revue d'histoire de l'Amérique française, 3, 2 (septembre 1949), p. 275.
- Compte rendu du livre de L.-Cyriaque, Histoire de Saint-Louis-de-Kent, paru dans la Revue d'histoire de l'Amérique française, 3, 2 (septembre 1949), p. 275-277.
- Compte rendu du livre de l'abbé N.-P. Landry, Poèmes de mon Pays, paru dans la Revue d'histoire de l'Amérique française, 3, 2 (septembre 1949), p. 279.
- Compte rendu du livre d'Ulysse Forget, Les Franco-américains et le "Melting Pot" et Onomastique franco-américaine, paru dans la Revue d'histoire de l'Amérique française, 3, 2 (septembre 1949), p. 280.
- Compte rendu du livre de la Société Historique du Nouvel Ontario, Folklore Franco-Ontarien - Chansons, paru dans la Revue d'histoire de l'Amérique française, 3, 2 (septembre 1949), p. 280-281.
- Compte rendu du livre de Guy Courteau, s.j., et François Lanoue, ptre, Une Nouvelle Acadie - Saint-Jacques de l'Achigan, paru dans la Revue d'histoire de l'Amérique française, 3, 2 (septembre 1949), p. 281.
- Compte rendu de la revue Mid-America, paru dans la Revue d'histoire de l'Amérique française, 3, 2 (septembre 1949), p. 286.
- Compte rendu de la Revue d'Histoire des Colonies, paru dans la Revue d'histoire de l'Amérique française, 3, 2 (septembre 1949), p. 286-287.
- Compte rendu de la Revue Dominicaine, paru dans la Revue d'histoire de l'Amérique française, 3, 2 (septembre 1949), p. 287-288.
- « Note sur la chapellerie au Canada sous le régime français », Revue d'histoire de l'Amérique française, 3, 3 (décembre 1949), p. 383-401.
- Compte rendu du livre de Richard Arès, s.j., La Confédération - Pacte ou Loi?, paru dans la Revue d'histoire de l'Amérique française, 3, 3 (décembre 1949), p. 468.
- Compte rendu du livre de Fernand Porter, o.f.m., L'institution catéchistique au Canada - Deux siècles de formation religieuse, 1633-1833, paru dans la Revue d'histoire de l'Amérique française, 3, 3 (décembre 1949), p. 468.
- « Vie de l'Institut », Revue d'histoire de l'Amérique française, 2, 4 (mars 1949), p. 627-631; 3, 1 (juin 1949), 148-154.
- « Chronique de l'Institut », Revue d'histoire de l'Amérique française, 3, 2 (septembre 1949), p. 313-318; 3, 3 (décembre 1949), p. 475-477.

## 1950
- Histoire du Canada français depuis la découverte, Montréal, L’Action Nationale, Vol. I, 1950, 221 p.
- Compte rendu du livre de l'abbé Adrien Verrette, La Vie franco-américaine - 1947, paru dans la Revue d'histoire de l'Amérique française, 3, 4 (mars 1950), p. 613-614.
- Compte rendu de la revue The Romanic Review, paru dans la Revue d'histoire de l'Amérique française, 3, 4 (mars 1950), p. 619-620.
- « La génération de l'enracinement », L'Action nationale, 35, 4 (avril 1950), p. 257-260.
- « Le manuel unique est-il conciliable avec l'histoire scientifique ? », L'Action nationale, 35, 5 (mai 1950), p. 341-349. (Extrait d'un discours prononcé au banquet de l'Institut d'histoire de l'Amérique française).
- « Colonisation au Canada sous Talon », Revue d'histoire de l'Amérique française, 4, 1 (juin 1950), p. 61-73.
- Compte rendu du livre de Jean Delanglez, s.j., Louis Jolliet, Vie et Voyages, paru dans la Revue d'histoire de l'Amérique française, 4, 1 (juin 1950), p. 117-118.* Compte rendu du livre de Jean-Alexis Néret, Le Capitaine Jacques Cartier, paru dans la Revue d'histoire de l'Amérique française, 4, 1 (juin 1950), p. 131-132.
- Compte rendu du livre d'Ernest Savignac, p s.s., Pierre Savignac et ses descendants jusqu'au 31 décembre 1948, paru dans la Revue d'histoire de l'Amérique française, 4, 1 (juin 1950), p. 132-133.
- « Documents inédits - Correspondance autour de la question scolaire du Nouveau-Brunswick, 1873 », Revue d'histoire de l'Amérique française, 4, 2 (septembre 1950), p. 268-269; 4, 3 (décembre 1950), p. 427-431; 4,4 (mars 1951), p. 568-575.
- Compte rendu du livre de Maurice O'Bready, Histoire de Wotton, paru dans la Revue d'histoire de l'Amérique française, 4, 2 (septembre 1950), p. 289-290.
- Compte rendu du livre de l'abbé Honorius Provost, La Bonne Sainte Anne de Beauce, paru dans la Revue d'histoire de l'Amérique française, 4, 2 (septembre 1950), p. 290.
- « Chronique de l'Institut », Revue d'histoire de l'Amérique française, 3, 4 (mars 1950), p. 68-631; 4, 1 (juin 1950), 143-151; 4, 2 (septembre 1950), p. 303-307; 4, 3 (décembre 1950), p. 459-462.
- « La vie intellectuelle dans le Canada d’autrefois », Liaison, décembre 1950 p. 523-528.

## 1951
- Histoire du Canada français depuis la découverte, Montréal, L’Action Nationale, Vol. II, 1951, 302 p.
- « Papineau et le péril irlandais - 1848 », Revue d'histoire de l'Amérique française, 4, 4 (mars 1951), p. 512-520.
- « Chronique des sections de l'Institut » Revue d'histoire de l'Amérique française, 4, 4 (mars 1951), p. 601-604.
- « L'aristocrate au Canada d'autrefois », L'Action nationale, 37, 6 (juin 1951), p. 344-358.
- Compte rendu du livre de Benoît Lacroix, op., L'Histoire dans l'Antiquité, paru dans la Revue d'histoire de l'Amérique française, 5, 2 (septembre 1951), p. 287-288.
- Compte rendu du livre de Gustave Lanctôt, L'Œuvre de la France en Amérique du Nord, paru dans la Revue d'histoire de l'Amérique française, 5, 2 (septembre 1951), p. 290.
- « Vue d'ensemble sur l'Histoire du Canada français (1713-1760) », L'Action nationale, 38, 2 (octobre 1951), p. 89-97. (Extrait de l'introduction de son deuxième volume de son Histoire du Canada français).
- « Dossier : Le "Britannisme" des "patriotes" », Revue d'histoire de l'Amérique française, 5, 3 (décembre 1951), p. 416-425.
- Compte rendu du livre de Gustave Lamarche, c.s.v., Le Collège sur la colline, paru dans la Revue d'histoire de l'Amérique française, 5, 3 (décembre 1951), p. 435-437.
- Compte rendu du livre souvenir intitulé Notre-Dame-des-Neiges 1901-1951, paru dans la Revue d'histoire de l'Amérique française, 5, 3 (décembre 1951), p. 437-438.
- Compte rendu du livre de Pierre Gaxotte, Histoire des Français, paru dans la Revue d'histoire de l'Amérique française, 5, 3 (décembre 1951), p. 439-440.
- Compte rendu de la Revue historique, paru dans la Revue d'histoire de l'Amérique française, 5, 3 (décembre 1951), p. 442-443.
- « Chronique de l'Institut », Revue d'histoire de l'Amérique française, 4, 4 (mars 1951), p. 605-610; 5, 1 (juin 1951), 149-154; 5, 2 (septembre 1951), p. 309-312; 5, 3 (décembre 1951), p. 462-466.

## 1952
- Histoire du Canada français depuis la découverte, Montréal, L’Action Nationale, Vol. III, 1952, 326 p; vol IV, 1952, 273 p.
- Une petite québécoise devant l’histoire – Mère Catherine de Saint-Augustin, Comité des Fondateurs de l’Église canadienne, 1952, 31 p.
- « Vue d'ensemble sur le régime britannique au Canada », L'Action nationale, 39, 3 (mars 1952), 129-139. (Chapitre inaugural du volume III de son Histoire du Canada français).
- « Le choix de la capitale au Canada », Revue d'histoire de l'Amérique française, 5, 4 (mars 1952), p. 521-530.
- Compte rendu du livre de Paul Bouchard d'Orval, Le Mystère du Tombeau de Champlain, paru dans la Revue d'histoire de l'Amérique française, 5, 4 (mars 1952), p. 599-600.
- Compte rendu du livre de René Latourelle, s.j., Étude sur les écrits de Saint-Jean de Brébeuf, paru dans la Revue d'histoire de l'Amérique française, 5, 4 (mars 1952), p. 600-601.
- « Pour une relève », L'Action nationale, 39, 6 (juin 1952), p. 431-450. (Texte intégral d'un discours prononcé à l'occasion du 3e Congrès de la langue française).
- « Crise de fidélité française ? », L'Action nationale, 40, 1-2 (septembre-octobre 1952), p. 11-25. (Texte intégral d'une allocution prononcée le 23 juin 1952 lors du dîner offert par la Société Saint-Jean-Baptiste aux délégués officiels du 3e Congrès de la langue française).
- « Le problème économique et social des Canadiens français », L'Action nationale, 40, 3 (novembre 1952), p. 88-100.
- « À l'occasion du prix Duvernay », L'Action nationale, 40, 4 (décembre 1952), p  170-182. (Allocution prononcée le 10 décembre 1952 lors de la remise du prix Duvernay pour couronner la publication de son Histoire du Canada français).
- « Documentaire - Henri Bourassa et la Chaire d'Histoire du Canada à l'Université de Montréal », Revue d'histoire de l'Amérique française, 6, 3 (décembre 1952), p. 430-439.
- « Quel sort attend les Canadiens français ? », Relations, décembre 1952, p. 328-330.
- « Chronique de l'Institut », Revue d'histoire de l'Amérique française, 5, 4 (mars 1952), p. 617-620; 6, 1 (juin 1952), p. 151-156; 6, 2 (septembre 1952), p. 306-310; 6, 3 (décembre 1952), p. 464-466.

## 1953
- Pour bâtir, Montréal, Éditions de l'Action nationale, 1953, 216 p.
- Compte rendu du livre de Sœur Paul-Emile, s.g.c., Amiskwaski, La Terre du Castor, paru dans la Revue d'histoire de l'Amérique française, 6, 4 (mars 1953), p. 587-588.
- Compte rendu du livre de l'Amiral Auphan, Les Échéances de l'Histoire ou l'Éclatement des empires coloniaux de l'Occident, paru dans la Revue d'histoire de l'Amérique française, 6, 4 (mars 1953), p. 588-591.
- Compte rendu du livre d'Ulysse Forget, La paroisse Saint-Jean-Baptiste de Warren - État du Rhode-Island, paru dans la Revue d'histoire de l'Amérique française, 6, 4 (mars 1953), p. 591-592.
- « Vue rétrospective », Revue d'histoire de l'Amérique française, 7, 1 (juin 1953), p. 3-6.
- Compte rendu du livre de René Latourelle, s.j., Étude sur les écrits de Saint-Jean de Brébeuf, II, paru dans la Revue d'histoire de l'Amérique française, 7, 1 (juin 1953), p. 113-118.
- Compte rendu du livre de l'abbé Clovis Rondeau, p.m.e., Saint-Félix de Valois, paru dans la Revue d'histoire de l'Amérique française, 7, 2 (septembre 1953), p. 297-298.
- Compte rendu du livre de Marie-Gabriel Perras, O.P., Message de Mère Marie-Léonie, paru dans la Revue d'histoire de l'Amérique française, 7, 2 (septembre 1953), p. 298-299.
- Compte rendu des livres de Cornélie Léveillé-Pépin, Histoire de Saint-Paul, Alberta 1896-1951; Dominique Beaudin, L'U.C.C. d'aujourd'hui; Léonidas Bélanger, Rivière-du-Moulin; Germain Lemieux, s.j., Contes populaires franco-ontariens; paru dans la Revue d'histoire de l'Amérique française, 7, 2 (septembre 1953), p. 299-300.
- Compte rendu du livre de Robert Rumilly, Henri Bourassa, paru dans la Revue d'histoire de l'Amérique française, 7, 3 (décembre 1953), p. 449-451.
- « Chronique de l'Institut », Revue d'histoire de l'Amérique française, 6, 4 (mars 1953), p. 606-609; 7, 1 (juin 1953), p. 147-152; 7, 2 (septembre 1953), p. 306-307; 7, 3 (décembre 1953), p. 462.

## 1954
- Jeanne Mance, Comité des Fondateurs de l’Église canadienne, 1954, 30 p. (Conférence prononcée à Montréal et Ottawa).
- Compte rendu du livre du Père P.-E. Breton, o.m.i., Le forgeron de Dieu, paru dans la Revue d'histoire de l'Amérique française, 7, 4 (mars 1954), p. 584-585.
- « D'une transmigration des Canadiens en Louisiane vers 1760 », Revue d'histoire de l'Amérique française, (8, 1 (juin 1954), p. 97-118.
- Compte rendu du livre de l'abbé Honorius Provost, La Censive Notre-Dame de Québec, paru dans la Revue d'histoire de l'Amérique française, 8, 1 (juin 1954), p. 133-134.
- Compte rendu du livre de Marie-Claire Daveluy, Marie-Bertille de l'Eucharistie, paru dans la Revue d'histoire de l'Amérique française, 8, 1 (juin 1954), p. 134-136.
- Compte rendu du livre de G.F.G. Stanley, Louis Riel, Patriot or Rebel?, paru dans la Revue d'histoire de l'Amérique française, 8, 1 (juin 1954), p. 136-138.
- Compte rendu du livre d'Eugène Nadeau, o.m.i., Sapier, prêtre de misère, paru dans la Revue d'histoire de l'Amérique française, 8, 2 (septembre 1954), p. 287-290.
- Compte rendu du livre du Père Hector Tessier, c.s.v., Saint-Viateur d'Outremont, paru dans la Revue d'histoire de l'Amérique française, 8, 2 (septembre 1954), p. 290-291.
- Compte rendu du livre de Séraphin Marion, Littérateurs et moralistes du Canada français d'autrefois, Revue d'histoire de l'Amérique française, 8, 3 (décembre 1954), p. 443-446.
- « Chronique de l'Institut », Revue d'histoire de l'Amérique française, 7, 4 (mars 1954), p. 605-608; 8, 1 (juin 1954), p. 154-156; 8, 2 (septembre 1954) p. 307-308; 8, 3 (décembre 1954), p. 456-459.

## 1955
- Rencontres avec Dieu, Montréal, Fides, 1955, 111 p. (Retraite prêchée aux professeurs de l’Université de Montréal pendant  le Carême 1955).
- Compte rendu du livre de P.E. Breton, Le Grand Chef des Prairies,  paru dans la Revue d'histoire de l'Amérique française, 8, 4 (mars 1955), p. 583-585.
- Compte rendu du livre de Jean-Paul Trudel, Saint Augustin, humaniste, paru dans la Revue d'histoire de l'Amérique française, 8, 4 (mars 1955), p. 585-587.
- Compte rendu du livre de Michel Brunet, Canadians et Canadiens - Études sur l'histoire et la pensée des deux Canadas, paru dans la Revue d'histoire de l'Amérique française, 9, 1 (juin 1955), p. 120-129.
- Compte rendu du livre de Léon Pouliot, s.j., Monseigneur Bourget et son temps, paru dans la Revue d'histoire de l'Amérique française, 9, 2 (septembre 1955), p. 285-288.
- Compte rendu du livre de Joseph et Viateur Durand, c.s.v., Jean Durand et sa postérité, paru dans la Revue d'histoire de l'Amérique française, 9, 2 (septembre 1955), p. 288-289.
- Compte rendu du livre de Robert-Lionel Séguin, Le Mouvement insurrectionnel dans la Presqu'île de Vaudreuil 1837-1838, paru dans la Revue d'histoire de l'Amérique française, 9, 2 (septembre 1955), p. 289-291.
- Compte rendu du livre de Gustave Lanctôt, Une Nouvelle-France inconnue, paru dans la Revue d'histoire de l'Amérique française, 9, 2 (septembre 1955), p. 291-293.
- Compte rendu du livre de Roland-J. Auger, La grande recrue de 1653, paru dans la Revue d'histoire de l'Amérique française, 9, 2 (septembre 1955), p. 293-294.
- Compte rendu du livre de Victor Morin, L.L.D., Les Ramezay et leur château, paru dans la Revue d'histoire de l'Amérique française, 9, 2 (septembre 1955), p. 302-303.
- Compte rendu du livre de Rossel Vien, Histoire de Roberval, cœur du lac Saint-Jean, paru dans la Revue d'histoire de l'Amérique française, 9, 2 (septembre 1955), p. 303-305.
- « Un grand inconnu», Revue d'histoire de l'Amérique française, 9, 3 (décembre 1955), p. 347-360. (Père F.-X. Duplessis, s.j.)
- Compte rendu du livre de Raymond Douville, Visages du vieux Trois-Rivières, paru dans la Revue d'histoire de l'Amérique française, 9, 3 (décembre 1955), p. 448-450.
- Compte rendu du livre de Marguerite Michaud, La Reconstruction française au Nouveau-Brunswick - Bouctouche, Paroisse-Type, paru dans la Revue d'histoire de l'Amérique française, 9, (décembre 1955), p. 450-451.
- Compte rendu du livre de Louis-D. Durand, Paresseux, Ignorants, Arriérés?, paru dans la Revue d'histoire de l'Amérique française, 9, 3 (décembre 1955), p. 452-453.
- Compte rendu du livre de Thomas Marchildon, ptre, Le Loup de Lafontaine, paru dans la Revue d'histoire de l'Amérique française, 9, 3 (décembre 1955), p. 453.
- « Chronique de l'Institut», Revue d'histoire de l'Amérique française, 8, 4 (mars 1955), p. 607-609; 9, 1 (juin 1955), p. 150-154; 9, 2 (septembre 1955), p. 310-311; 9, 3 (décembre 1955), p. 463-464.

## 1956
- Nos raisons de survivre», L’Action nationale, janvier 1956, p. 441-448.
- Compte rendu du livre de Guy Frégault, La Guerre de la Conquête, paru dans la Revue d'histoire de l'Amérique française, 9, 4 (mars 1956), p. 579-588.
- Compte rendu du livre d'André Dagenais, Dieu et Chrétienté, paru dans la Revue d'histoire de l'Amérique française, 9, 4 (mars 1956), p. 588-589.
- Compte rendu du Rapport de l'Archiviste de la Province de Québec pour 1953-1954 et 1954-1955, paru dans la Revue d'histoire de l'Amérique française, 9, 4 (mars 1956), p. 592-593.
- Compte rendu du livre de Gerald Graham, The Walker Expedition to Quebec, 1771, paru dans la Revue d'histoire de l'Amérique française, 10, 1 (juin 1956), p. 133.
- Compte rendu du livre de Louis-Philippe Audet, Le système scolaire de la Province de Québec -V- Les écoles élémentaires dans le Bas-Canada, 1800-1836, paru dans la Revue d'histoire de l'Amérique française, 10, 2 (septembre 1956), p. 279-285.
- Compte rendu du Magazine France-Amérique, paru dans la Revue d'histoire de l'Amérique française, 10, 2 (septembre 1956), p. 286-294.
- « Fils de grand homme », Revue d'histoire de l'Amérique française, 10, 3 (décembre 1956), p. 310-332. (Lactance Papineau)
- « Chronique de l'Institut », Revue d'histoire de l'Amérique française, 9, 4 (mars 1956), p. 603-606; 10, 1 (juin 1956), p. 146-152; 10, 2 (septembre 1956), p. 303-304.

## 1957
- Une femme de génie au Canada – La Vénérable Mère d’Youville, Comité des Fondateurs de l’Église canadienne, 1957, 30 p. (Conférence prononcée en divers endroits, 1956=1957).
- « La France a-t-elle perdu ou abandonné le Canada ? », Cahiers de L'Académie canadienne-française - 2 - Histoire, Montréal, 1957, p. 9-22.* Fondateurs de l’Église canadienne – Album, Les Fondateurs, 1957.* Compte rendu du livre de Jeanne Grégoire, A la recherche de nos ancêtres, paru dans la Revue d'histoire de l'Amérique française, 11, 1 (juin 1957), p. 118.
- Compte rendu du livre de Pierre Massé, Varennes et ses maîtres, paru dans la Revue d'histoire de l'Amérique française, 11, 1 (juin 1957), p. 120-121.* Compte rendu du livre de Jean Archambault, s.j., Mgr Stéphane Côté, p.d.v.g., paru dans la Revue d'histoire de l'Amérique française, 11, 1 (juin 1957), p. 121.
- Compte rendu de Noëlville, un cinquantenaire, 1905-1955, «Documents historiques», no. 31, La Société historique du Nouvel-Ontario, paru dans la Revue d'histoire de l'Amérique française, 11, 1 (juin 1957), p. 121.
- Compte rendu du livre d'Alphonse Gauthier, s.j., Héros dans l'ombre mais héros quand même, paru dans la Revue d'histoire de l'Amérique française, 11, 1 (juin 1957), p. 122.
- Compte rendu du Bulletin de la Société Historique Franco-Américaine, paru dans la Revue d'histoire de l'Amérique française, 11, 1 (juin 1957), p. 122-123.* Compte rendu du 5e Cahier de la Société historique de la Vallée du Richelieu, paru dans la Revue d'histoire de l'Amérique française, 11, 1 (juin 1957), p. 123-125.* Compte rendu du livre de Réal Bertrand, L'École Normale Laval, paru dans la Revue d'histoire de l'Amérique française, 11, 1 (juin 1957), p. 125-126.* Compte rendu du livre de George F. G. Stanley, Act or Pact, Another Look at Confederation, paru dans la Revue d'histoire de l'Amérique française, 11, 1 (juin 1957), p. 128-131.* Compte rendu de l'article de Robert Le Blant, «Les Arrêts du Parlement de Rouen du 25 juin et les premières compagnies du Canada», paru dans la Revue d'histoire de l'Amérique française, 11, 1 (juin 1957), p. 131-132.
- Compte rendu de l'Annuaire de 1957 de l'Archidiocèse de Sherbrooke, paru dans la Revue d'histoire de l'Amérique française, 11, 1 (juin 1957), p. 132.* Compte rendu de la Revue d'histoire des Colonies, paru dans la Revue d'histoire de l'Amérique française, 11, 1 (juin 1957), p. 133-134.* Compte rendu des Cahiers de géographie, paru dans la Revue d'histoire de l'Amérique française, 11, 1 (juin 1957), p. 134.* Compte rendu du livre de Jacques Houdaille, Frenchmen and Francophiles in New Spain from 1870 (sic) to 1810, paru dans la Revue d'histoire de l'Amérique française, 11, 1 (juin 1957), p. 134-135.* « Chronique de l'Institut », Revue d'histoire de l'Amérique française, 11, 1 (juin 1957), p. 143-152; 11, 2 (septembre 1957), p. 615-616.* Compte rendu de la revue Les Cahiers des Dix, no. 21, paru dans la Revue d'histoire de l'Amérique française, 11, 2 (septembre 1957), p. 587-594.* «Lettre de M. le chanoine Groulx, Laurentie, no.102, novembre 1957, p. 85-86.* Compte rendu du livre de Russel Scott Young, Vieilles chansons de Nouvelle-France, paru dans la Revue d'histoire de l'Amérique française, 11, 3 (décembre 1957), p. 442-443.

## 1958
- Notre grande aventure : l'Empire français en Amérique du Nord (1535-1760), Montréal, Fides, 1958, 299 p.* « Un seigneur en soutane », Revue d'histoire de l'Amérique française, 11, 4 (mars 1958), p. 201-217. (Hommage à Saint-Sulpice pour le 300e anniversaire de son arrivée au Canada).* Compte rendu du livre de Florian Larivière, s.j., La vie ardente de Saint-Charles Garnier, paru dans la Revue d'histoire de l'Amérique française, 11, 4 (mars 1958), p. 291-293.* Compte rendu du livre d'Oliver Maurault, p.s.s., La Paroisse - Histoire de l'Église Notre-Dame de Montréal, paru dans la Revue d'histoire de l'Amérique française, 11, 4 (mars 1958), p. 295-297.* Fondateurs de l’Église canadienne – Présentation, Le Message des Fondateurs, no 1, mars 1958.* « L'œuvre de Champlain », Revue d'histoire de l'Amérique française, 12, 1 (juin 1958), p. 108-111.* Compte rendu du livre de Frédéric Saintonge, s.j., Martyre dans l'ombre, Saint Noël Chabanel, paru dans la Revue d'histoire de l'Amérique française, 12, 1 (juin 1958), p. 132-134.* Compte rendu du livre d'Albert Tessier, p.d., Neuve-France - Histoire du Canada Tome I (1524-1763), paru dans la Revue d'histoire de l'Amérique française, 12, 1 (juin 1958), p. 134-136.* Compte rendu du livre de P.-E. Breton, Monseigneur Grandin vous parle..., paru dans la Revue d'histoire de l'Amérique française, 12, 1 (juin 1958), p. 137.* Compte rendu du livre de Marius Barbeau, Trésors des anciens Jésuites, paru dans la Revue d'histoire de l'Amérique française, 12, 1 (juin 1958), p. 138-139.* Compte rendu du livre de S.S.-Damase-de-Rome, c.n.d., L'Intendante de Notre-Dame - La Bienheureuse Marguerite Bourgeoys et son administration temporelle, paru dans la Revue d'histoire de l'Amérique française, 12, 1 (juin 1958), p. 139.* Compte rendu du livre du Frère Damase, i.c., Le Triangle, paru dans la Revue d'histoire de l'Amérique française, 12, 1 (juin 1958), p. 142.* Compte rendu du livre de Rosaire Benoît, Historique de Sainte-Brigide d'Iberville 1820-1955, paru dans la Revue d'histoire de l'Amérique française, 12, 1 (juin 1958), p. 142-143.* Compte rendu du livre intitulé Royal Fort Frontenac - Champlain Society, paru dans la Revue d'histoire de l'Amérique française, 12, 2 (septembre 1958), p. 281-283.* Compte rendu du livre intitulé The Publications of Lord Selkirk's Diary, 1803-1804 - Champlain Society, paru dans la Revue d'histoire de l'Amérique française, 12, 2 (septembre 1958), p. 283-285.* Compte rendu du livre intitulé Cartes géographiques du seizième siècle se rapportant au Canada, paru dans la Revue d'histoire de l'Amérique française, 12, 2 (septembre 1958), p. 285-286.* Compte rendu du livre intitulé Répertoire des ministères canadiens depuis la Confédération, paru dans la Revue d'histoire de l'Amérique française, 12, 2 (septembre 1958), p. 286-287.* Compte rendu du livre intitulé Canada 1958, paru dans la Revue d'histoire de l'Amérique française, 12, 2 (septembre 1958), p. 287.* Compte rendu du livre du Père Alphonse Claude-Laboissière, o.f.m., Généalogie des familles Laboissière ou Labossière et Claude ou Glaude-Labossière, paru dans la Revue d'histoire de l'Amérique française, 12, 2 (septembre 1958), p. 287.* Compte rendu du livre de Gaston Carrière, o.m.i., Le Roi de Betsiamites - le Père Charles Arnaud, o.m.i. 1826-1914, paru dans la Revue d'histoire de l'Amérique française, 12, 2 (septembre 1958), p. 288-291.* Compte rendu du livre de Rosaire Dion-Lévesque, Silhouettes franco-américaines, paru dans la Revue d'histoire de l'Amérique française, 12, 2 (septembre 1958), p. 292-293.* « Figures d’apôtres aux terres de l’Ouest », Cahiers de la Nouvelle-France, octobre-décembre 1958, p. 270-274.* « Presse française en terre ontarienne – son rôle », Le Droit, 8 novembre 1958.* « Frontenac vs l'abbé de Fénélon », Revue d'histoire de l'Amérique française, 12, 3 (décembre 1958), p. 358-371.* « Au Québec français, un visage français », Alerte, décembre 1958.* Compte rendu du livre de Germain Lemieux, s.j., Contes populaires franco-ontariens, paru dans la Revue d'histoire de l'Amérique française, 12, 3 (décembre 1958), p. 434-435.* Compte rendu du livre de Marius Barbeau, Roundelays, Dansons à la ronde,  paru dans la Revue d'histoire de l'Amérique française, 12, 3 (décembre 1958), p. 435.* Compte rendu du livre de Conrad Laporte, Le Catalogue de la chanson folklorique française, paru dans la Revue d'histoire de l'Amérique française, 12, 3 (décembre 1958), p. 435-436.* Compte rendu d'un article d'Émile Cola, «Les droits de l'homme et la constitution canadienne», La Revue du Barreau, paru dans la Revue d'his-toire de l'Amérique française, 12, 3 (décembre 1958), p. 436-437.* Compte rendu d'un article de Léon Pouliot, s. j., Nombre et qualité des baptisés dans les "Relations des Jésuites, Sciences ecclésiastiques, paru dans la Revue d'histoire de l'Amérique française, 12, 3 (décembre 1958), p. 437.* Compte rendu d'une étude du Chanoine J.-T. Fortier, La seigneurie de Beauharnois et la famille Ellice, paru dans la Revue d'histoire de l'Amérique française, 12, 3 (décembre 1958), p. 437.* Compte rendu d'un article de George F. G. Stanley, «Soldiers and Politicians», Queen's Quartely, paru dans la Revue d'histoire de l'Amérique française, 12, 3 (décembre 1958), p. 437-438.* Compte rendu d'une étude de Jean-Jacques Lefebvre sur Le Curé Louis Nau, paru dans la Revue d'histoire de l'Amérique française, 12, 3 (décembre 1958), p. 438.* Compte rendu d'un recueil de poésie intitulé Marie sous la plume canadienne, paru dans la Revue d'histoire de l'Amérique française, 12, 3 (décembre 1958), p. 438-439.* « Chronique de l'Institut », Revue d'histoire de l'Amérique française, 11, 4 (mars 1958), p. 305-306; 12, 1 (juin 1958), p. 148-151; 12, 2 (septembre 1958), p. 303-304; 12, 3 (décembre 1958), p. 454-456.

## 1959
- «Lettre de M. le chanoine Groulx, Laurentie, no.105, avril 1959, p. 279-280.* Compte rendu du livre de Léon Pouliot, s. j.,  Le premier retraitant du Canada : Joseph Chihouatenhowa, Huron (1640), Les Editions Bellarmin, Montréal, 1958, 93 p.,  paru dans la Revue d'histoire de l'Amérique française, 12, 4 (mars 1959), p. 587-588.* Compte rendu du livre de M. A. Rich, The History of the Hudson’s Bay Company 1670-1870 – Volume I : 1670-1763, 687 p., paru dans la Revue d'histoire de l'Amérique française, 12, 4 (mars 1959), p. 588-590.* Compte rendu du livre Le Chef social, Semaine sociale du Canada, Institut social populaire, Montréal, 1958, 206 p., paru dans la Revue d'histoire de l'Amérique française, 12, 4 (mars 1959), p. 590-591.* Compte rendu du livre d’Albert Tessier, p.d., Québec – Canada, Histoire du Canada, Tome II (1763-1958), Québec, Éditions du Pélican, 1958, 308 p., paru dans la Revue d'histoire de l'Amérique française, 12, 4 (mars 1959), p. 591-593.* Compte rendu Les Clercs de Saint-Viateur (G.-H. Dallaire, c.s.v.), Histoire du Canada – 4e et 5e années – Découvreurs et pionniers, Librairie Saint-Viateur, Montréal, 1958, 227 p., paru dans la Revue d'histoire de l'Amérique française, 12, 4 (mars 1959), p. 593.* Compte rendu du livre de Paul-Eugène Trudel, o.f.m., Monseigneur Ange-Marie Hiral, o.f.m., Montréal, Les Éditions franciscaines,, 1957,111 p., paru dans la Revue d'histoire de l'Amérique française, 12, 4 (mars 1959), p. 594.* Compte rendu du livre de Fernand Porter, o.f.m., Mgr de Saint-Vallier, Catéchisme du diocèse de Québec, 1702, Montréal, Les Éditions franciscaines, paru dans la Revue d'histoire de l'Amérique française, 12, 4 (mars 1959), p. 594-595.* Compte rendu de la brochure de E.R. Seary, The French Element in Newfoudland Place Names Winnipeg, Ukrainian Free Academy of Sciences, 1958, 13 p., paru dans la Revue d'histoire de l'Amérique française, 12, 4 (mars 1959), p. 595.* Compte rendu Public Archives Of Canada, Preliminary Inventory, Manuscript Group 26, Prime Ministers' Papers, 1958, paru dans la Revue d'histoire de l'Amérique française, 12, 4 (mars 1959), p. 595-596.* « Mère d’Youville », Le Messager du Sacré-Cœur, mai 1959.* « Témoignages sur Bourassa », L’Action nationale, mai-juin 1959, p. 416-420.* « Mgr de Laval – 1659 », Relations, septembre 1959. * «La Patrie laurentienne», Laurentie, no. 106, septembre 1959, p. 364-371.* Compte rendu Les Clercs de Saint-Viateur (Alphonse Grypinich, c.s.v.), L’histoire de notre pays – Histoire du Canada – 8e et 9e années, Librairie Saint-Viateur, Montréal, 1958, 396 p., paru dans la Revue d'histoire de l'Amérique française, 13, 2, (septembre 1959), p. 283-284 p.* Compte rendu du livre de Gaston Carrière, o.m.i., Histoire documentaire de la Congrégation des Missionnaires Oblats de Marie-Immaculée dans l’Est du Canada – 1re partie – De  l’arrivée au Canada à la mort du fondateur (1841-1861), Tome II, Éditions de l’Université d’Ottawa, 1959, 344 p., paru dans la Revue d'histoire de l'Amérique française, 13,2 (septembre 1959), p. 284-286.* Compte rendu du livre de Robert-Lionel Séguin, L’équipement de la ferme canadienne aux XVIIe et XVIIIe siècles, Montréal, Librairie Ducharme Limitée, 1959,  126 p., paru dans la Revue d'histoire de l'Amérique française, 13,2 (septembre 1959), p. 286.* Compte rendu du livre Kingston before the War of 1812, Toronto, Champlain Society, 1959, 428 p., paru dans la Revue d'histoire de l'Amérique française, 13,2 (septembre 1959), p. 287-288.* Compte rendu du livre The Diary of Simeon Perkins, 1780-1789, Toronto, Champlain Society, 1958, 531 p., paru dans la Revue d'histoire de l'Amérique française, 13,2 (septembre 1959), p. 288-289.* Compte rendu du livre de Florian de La Horbe, L’incroyable secret de Champlain, Paris, Éditions du Mont Pagnote, 1959, 104 p., paru dans la Revue d'histoire de l'Amérique française, 13,2 (septembre 1959), p. 289-292.* Compte rendu du livre de Louis D. Durand, Laborieux, Diligents, Débrouillards!, Trois-Rivières, Éditions du Bien-Public, 1959, 353 p., paru dans la Revue d'histoire de l'Amérique française, 13, 3 (décembre 1959), p. 436-438.* Compte rendu du livre de l’abbé Émile Bégin, François de Laval, Québec Les Presses Universitaires Laval, 1959, 222 p., paru dans la Revue d'histoire de l'Amérique française, 13, 3 (décembre 1959), p. 438-440.* Compte rendu du livre de Jean-Marc Léger, Afrique française – Afrique nouvelle, Ottawa, Cercle du Livre de France, 1958, 256 p., paru dans la Revue d'histoire de l'Amérique française, 13, 3 (décembre 1959), p. 440-442.* Compte rendu du livre de Marine Leland, Joseph-François Perrault – Années de jeunesse, 1753-1783, Québec, Les Presses Universitaires Laval, 1959, 76 p., paru dans la Revue d'histoire de l'Amérique française, 13, 3 (décembre 1959), p. 442-443.* Compte rendu du Bulletin de la Société historique Franco-Américaine, Boston, Massachusetts, 1959, 247 p., paru dans la Revue d'histoire de l'Amérique française, 13, 3 (décembre 1959), p 443-444.* Compte rendu du livre de l’abbé Adrien Caron, Sainte-Louise-des-Aulnaies, Bulletin no 11 de la Société historique de la Côte-du-Sud, 1959, paru dans la Revue d'histoire de l'Amérique française, , 13, 3 (décembre 1959), p 444.* Compte rendu du livre de Luc Lacourcière, Le conte populaire français en Amérique du Nord, Les Archives du Folklore, Université Laval, 1959, 12 p., paru dans la Revue d'histoire de l'Amérique française, 13, 3 (décembre 1959), p 444.* Compte rendu du livre d’Eugène Lefebvre, C.S.R., Sainte-Anne-de-Beaupré – Les lieux, l’ambiance, Sainte-Anne-de-Beaupré, 1959, 90 p., paru dans la Revue d'histoire de l'Amérique française, 13, 3 (décembre 1959), p 445.* « Chronique de l'Institut », Revue d'histoire de l'Amérique française, 12, 4 (mars 1959), p. 604-607; 13, 1 (juin 1959), p. 150-153; 13, 2 (septembre 1959), p. 306-308; 13, 3 (décembre 1959), p. 461-463.

## 1960
- Dollard est-il un mythe?, Montréal et Paris, Fides, 1960, 57 p.* Compte rendu du livre intitulé Records of the Nile Voyageurs 1884-1885 – The Canadian Voyageur Contingent in the Gordon Relief Expedition,  paru dans la Revue d'histoire de l'Amérique française, 13, 4 (mars 1960), p. 581-583.* Compte rendu du livre intitulé The Arthur Papers paru dans la Revue d'histoire de l'Amérique française, 13, 4 (mars 1960), p. 583-585.* Compte rendu du livre de Fernand Ouellet, Papineau, paru dans la Revue d'histoire de l'Amérique française, 13, 4 (mars 1960), p. 585-586.* Compte rendu du livre du Chanoine J.-L. Beaumier, Marie Guyart de l’Incarnation, fondatrice des Ursulines au Canada, 1599-1672, paru dans la Revue d'histoire de l'Amérique française, 13, 4 (mars 1960), p. 586-588.* Compte rendu du livre de G. Debien, Un colon sur sa plantation, paru dans la Revue d'histoire de l'Amérique française, 13, 4 (mars 1960), p. 588-589.* Compte rendu du Rapport de l’Archiviste de la Province de Québec pour 1957-1958 et 1958-1959, paru dans la Revue d'histoire de l'Amérique française, 13, 4 (mars 1960), p. 589-591.* Compte rendu du livre de Yvon Thériault, Trois-Rivières, ville de reflet, paru dans la Revue d'histoire de l'Amérique française, 13, 4 (mars 1960), p. 591-592.* Compte rendu du livre de Fernand Séguin et Auray Blain, Le Monde des Plaines – Botanique 8e et 9e années, paru dans la Revue d'histoire de l'Amérique française, 13, 4 (mars 1960), p. 593.* « Ma conception de l'histoire », L'Action nationale, 49, 8 (avril  1960), p. 603-617. (Texte intégral de sa participation à l'émission «Conférence», à la télévision de Radio-Canada le 22 décembre 1959).* « Dollard – Lettre à Jean-Louis Gagnon », La Presse, 4 juin 1960.* Compte rendu du livre de Mgr Olivier Maurault, p.s.s., Confidences, paru dans la Revue d'histoire de l'Amérique française, 14, 1 (juin 1960), p. 137-138.* Compte rendu du livre de p. – E. Breton, o.m.i., La merveilleuse aventure de « l’Évêque sauvage » des Prairies et du Grand Nord, paru dans la Revue d'histoire de l'Amérique française, 14, 2 (septembre 1960), p. 288-293.* Compte rendu du livre de Claude Galarneau, Edmond de Nevers, essayiste, paru dans la Revue d'histoire de l'Amérique française, 14, 2 (septembre 1960), p. 293-297.* Compte rendu du livre de R. Wilbur Jacobs, Letters of Francis Parkman, paru dans la Revue d'histoire de l'Amérique française, 14, 2 (septembre 1960), p. 298-299.* Compte rendu du livre de Louis Martin Sears, George Washington and the French Revolution, paru dans la Revue d'histoire de l'Amérique française, 14, 2 (septembre 1960), p. 299-301.* En collaboration avec Adrien Pouliot, s.j., et Sylvio Dumas, «Le lieu de l'exploit du Long-Sault», Revue d'histoire de l'Amérique française, 14, 3 (décembre 1960), p. 353-369.* Compte rendu du livre de George F.-G. Stanley, Canada’s Soldiers The Military History of an Unmilitary People, paru dans la Revue d'histoire de l'Amérique française, 14, 3 (décembre 1960), p. 464-468.* Compte rendu du livre de E. E. Rich, The History of the Hudson’s Bay Company 1670-1870, Volume II : 1763-1870, paru dans la Revue d'histoire de l'Amérique française, 14, 3 (décembre 1960), p. 468-471.* Compte rendu de «Quelques brochures et études», paru dans la Revue d'histoire de l'Amérique française, 14, 3 (décembre 1960), p. 471.* « Chronique de l'Institut », Revue d'histoire de l'Amérique française, 13, 4 (mars 1960), p. 603-605; 14, 1 (juin 1960), p. 150-153; 14, 2 (septembre 1960), p. 312-313; 14, 3 (décembre 1960), p. 475-477.

## 1961
- L'histoire du Canada français, son enseignement, Montréal, Fondation Lionel Groulx, 1961, 8 p. (Allocution prononcée au banquet de la réunion annuelle de l'Institut d'histoire de l'Amérique française du 8 avril 1961.) * (Pseud. Guillaume Untel), «De quoi ont-ils peur?», L'Action nationale, (janvier 1961) p. 434-442.* Compte rendu de la Revue de l’Université Laval, Vol. XV, no. 4 (décembre 1960) paru dans la Revue d'histoire de l'Amérique française, 14, 4 (mars 1961), p. 620-624.* (Pseud. Aymérillot II), «Les maudits Anglais», L’Action nationale, mai 1961, p. 836-843.* Compte rendu du Rapport de l’Archiviste de la Province de Québec pour 1959-1960,  paru dans la Revue d'histoire de l'Amérique française, 15, 1 (juin 1961), p. 137-138.* Compte rendu du livre de Lorenzo Cadieux, s.j., De l’aviron…à… l’avion, paru dans la Revue d'histoire de l'Amérique française, 15, 1 (juin 1961), p. 138-140.* Compte rendu du livre de Stanley B. Ryerson, The Founding of Canada – Beginnings to 1815, paru dans la Revue d'histoire de l'Amérique française, 15, 2 (septembre 1961), p. 297-300.* Compte rendu du livre de Robert-Lionel Séguin, La sorcellerie au Canada français du XVIIe au XIXe siècle, paru dans la Revue d'histoire de l'Amérique française, 15, 2 (septembre 1961), p. 300-301.* Compte rendu du livre du Père Anselme Chiasson, Chéticamp, paru dans la Revue d'histoire de l'Amérique française, 15, 2 (septembre 1961), p. 302-304.* Compte rendu du livre de Jean Hamelin, Économie et Société en Nouvelle-France, paru dans la Revue d'histoire de l'Amérique française, 15, 2 (septembre 1961), p. 304-306.* Compte rendu du livre de Julienne Barnard, Mémoires Chapais – Tome I – Documentation – Correspondances – Souvenir 1744-1848, paru dans la Revue d'histoire de l'Amérique française, 15, 2 (septembre 1961), p. 306-307.* Compte rendu du livre de Jeanne Grégoire, La source et le filon, paru dans la Revue d'histoire de l'Amérique française, 15, 2 (septembre 1961), p. 307-308.* Compte rendu du livre de Léon Pouliot, s.j., Aventurier de l’Évangile – Le Père Enemond Massé, premier missionnaire jésuite au Canada, paru dans la Revue d'histoire de l'Amérique française, 15, 2 (septembre 1961), p. 308-309.* Compte rendu du livre de Nora Dawson, La vie traditionnelle à Saint-Pierre, Île d’Orléans, paru dans la Revue d'histoire de l'Amérique française, 15, 2 (septembre 1961), p. 309-310.* Compte rendu des Cahiers d’histoire no.13, Mosaïque québécoise, paru dans la Revue d'histoire de l'Amérique française, 15, 2 (septembre 1961), p. 310-311.* Compte rendu du Bulletin de la Société Historique Franco-Américaine, soixantenaire 1899-1959, paru dans la Revue d'histoire de l'Amérique française, 15, 2 (septembre 1961), p. 311.* Compte rendu de l’article de Thomas M. Charland, «The Lake Champlain Army and the Fall of Montreal», paru dans la Revue d'histoire de l'Amérique française, 15, 2 (septembre 1961), p. 311-312.* Compte rendu du livre de Pierre Théoret, Kateri 1656-1680 vierge iroquoise, paru dans la Revue d'histoire de l'Amérique française, 15, 3, (décembre 1961), p. 460-462.* Compte rendu d’un article de Georges J. Joyaux, «French Language Press in the Upper Mississippi and Great Lakes Areas» paru dans la Revue d'histoire de l'Amérique française, 15, 3, (décembre 1961), p. 462.* Compte rendu de l’article de Gabriel Debien, «Nouvelles de Saint-Domingue – Première Assemblée coloniale (avril-août 1790) – Soulèvement des gens de couleurs (août-octobre 1791)», paru dans la Revue d'histoire de l'Amérique française, 15, 3, (décembre 1961), p. 463.* Compte rendu du livre de Frédéric Romanet du Caillaud, Les Mines de Nickel de la région de Sudbury, paru dans la Revue d'histoire de l'Amérique française, 15, 3, (décembre 1961), p. 463-464.* Compte rendu du livre de Marcel Trudel, Atlas historique du Canada français – Des origines à 1867, paru dans la Revue d'histoire de l'Amérique française, 15, 3, (décembre 1961), p. 464.* « Chronique de l'Institut », Revue d'histoire de l'Amérique française, 14, 4 (mars 1961), p. 636-638; 15, 1 (juin 1961), p. 155-159; 15, 2 (septembre 1961), p. 313-315 ; 15, 3 (décembre 1961), p. 473.

## 1962
- Le Canada français missionnaire – Une autre grande aventure, Montréal et Paris, Fides, 1962, 532 p.* « Préface » au livre de Marcel-A. Gagnon, La vie orageuse d'Olivar Asselin, Montréal, Les éditions de l'homme, 1962, p. 5.* Compte rendu du livre intitulé  Skene Peter Ogden’s Snake County Journal 1826-27,  paru dans la Revue d'histoire de l'Amérique française, 16, 1 (juin 1962), p. 133-135.* Compte rendu du livre intitulé The Town of York 1793-1815, paru dans la Revue d'histoire de l'Amérique française, 16, 1 (juin 1962), p. 135-137.* Compte rendu du livre de Gaston Carrière, o.m.i., Un apôtre à Québec – le père Flavien Durocher, o.m.i., (1800-1876) premier curé de Saint-Sauveur, paru dans la Revue d'histoire de l'Amérique française, 16, 1 (juin 1962), p. 137-138.* Compte rendu du livre de Rosario Bilodeau, Champlain, paru dans la Revue d'histoire de l'Amérique française, 16, 1 (juin 1962), p. 138-140.* Compte rendu du livre d’André Laurendeau, La crise de la conscription 1942, paru dans la Revue d'histoire de l'Amérique française, 16, 1 (juin 1962), p. 140-142.* Compte rendu du livre de D. M. Young, The Colonial Office in the Early Nineteenth Century, paru dans la Revue d'histoire de l'Amérique française, 16, 1 (juin 1962), p. 144-146.* Compte rendu du livre de G. F. Stanley, For Want Of A Horse being a Journal of the Campaigns against the Americans in 1776 and 1777 conducted from Canada, paru dans la Revue d'histoire de l'Amérique française, 16, 2 (septembre 1962), p. 278-281.* Compte rendu du livre de Ulane Bonnel, La France, les États-Unis et la guerre de course (1797-1815), paru dans la Revue d'histoire de l'Amérique française, 16, 2 (septembre 1962), p. 281-283.* Compte rendu du livre de  P. B. Waite, The Life and Times of Confederation 1864-1867, paru dans la Revue d'histoire de l'Amérique française, 16, 2 (septembre 1962), p. 283-289.* Compte rendu du livre de Isabel De Madariaga, Britain, Russia and The Armed Neutrality of 1780 – Sir James Harris’s Mission to St. Petersburg during the American Revolution, paru dans la Revue d'histoire de l'Amérique française, 16, 2 (septembre 1962), p. 443-447.* Compte rendu du livre de P.-E. Breton, o.m.i., Au pays des Peaux-de-Lièvres, paru dans la Revue d'histoire de l'Amérique française, 16, 3 (décembre 1962), p. 447-448.* Compte rendu du livre Collège Notre-Dame – Album souvenir, paru dans la Revue d'histoire de l'Amérique française, 16, 3 (décembre 1962), p. 448.* « Chronique de l'Institut », Revue d'histoire de l'Amérique française, 15, 4 (mars 1962), p. 617-619; 16, 1 (juin 1962), p. 148-151; 16, 2 (septembre 1962), p. 308-309 ; 16, 3 (décembre 1962), p. 464-466.

## 1963
- Compte rendu du livre de Roland Lamontagne, La Galissonière et le Canada, paru dans la Revue d'histoire de l'Amérique française, 16, 4 (mars 1963), p. 594-596.* Compte rendu du livre d’André Vachon, Histoire du notariat canadien 1621-1960, paru dans la Revue d'histoire de l'Amérique française, 16, 4 (mars 1963), p. 596-598.* Compte rendu du livre de Robert Vogel, A Breviate of British Diplomatic Blue Books 1919-1939, paru dans la Revue d'histoire de l'Amérique française, 16, 4 (mars 1963), p. 598-599.* Compte rendu du livre de Robert Sylvain, Clerc, Garibaldien, Prédicants des Deux Mondes, Alessandro Gavazzi (1809-1889), paru dans la Revue d'histoire de l'Amérique française, 16, 4 (mars 1963), p. 600-602.* Compte rendu du livre de Firmin Létourneau, Pour nous enrichir et pour nous grandir, paru dans la Revue d'histoire de l'Amérique française, 16, 4 (mars 1963), p. 602.* Compte rendu du livre de Sylvain (Pseud.), Horizons mauriciens, paru dans la Revue d'histoire de l'Amérique française, 16, 4 (mars 1963), p. 602-603.* Compte rendu du livre de Pia Roseau, Marraine Mance, paru dans la Revue d'histoire de l'Amérique française, 16, 4 (mars 1963), p. 603.* « La réponse de M. le Chanoine Groulx », L’Action nationale, mai 1963, p. 923-926.* Compte rendu des Cahiers des Dix, paru dans la Revue d'histoire de l'Amérique française, 17, 1 (juin 1963), p. 121-125.* Compte rendu du livre de Frederick J., Turner, La frontière dans l’histoire des États-Unis, paru dans la Revue d'histoire de l'Amérique française, 17, 1 (juin 1963), p. 125-127.* Compte rendu de l’œuvre de Gabriel Debien, paru dans la Revue d'histoire de l'Amérique française, 17, 1 (juin 1963), p. 127-128.* Compte rendu du livre de Leonard W. Labarre, Éditor, The Papers of Benjamin Franklin, vol. 5.,  paru dans la Revue d'histoire de l'Amérique française, 17, 1 (juin 1963), p. 128-129.* Compte rendu du livre de Fernand Dumont et Yves Martin, L’analyse des structures régionales, paru dans la Revue d'histoire de l'Amérique française, 17, 1 (juin 1963), p. 129-131.* Compte rendu du livre de Pierre Gaxotte, Histoire de l’Allemagne, paru dans la Revue d'histoire de l'Amérique française, 17, 2 (septembre 1963), p. 287-291.* Compte rendu du livre de Roger Viau, Lord Durham, paru dans la Revue d'histoire de l'Amérique française, 17, 2 (septembre 1963), p. 291-293.* Compte rendu du livre de George F. G. Stanley, Louis Riel, paru dans la Revue d'histoire de l'Amérique française, 17, 2 (septembre 1963), p. 293-301.* Compte rendu du livre de Robert M. Utley, The last Days of the Sioux Nation, paru dans la Revue d'histoire de l'Amérique française, 17, 3 (décembre 1963), p. 442-446.* Compte rendu, sous forme de notes, de divers ouvrages paru dans la Revue d'histoire de l'Amérique française, 17, 3 (décembre 1963), p. 447-452.* Compte rendu du livre de François-Xavier Chouinard, Une histoire de Québec, paru dans la Revue d'histoire de l'Amérique française, 17, 3 (décembre 1963), p. 452-454.* « Chronique de l'Institut », Revue d'histoire de l'Amérique française, 16, 4 (mars 1963), p. 614-616; 17, 1 (juin 1963), p. 153-155; 17, 2 (septembre 1963), p. 310-311; 17, 3 (décembre 1963), p. 464-466.

## 1964
- Chemins de l'avenir, Montréal, Fides, 1964, 161 p.
- «Choix du bassin laurentien», p. 172-174; «Le coureur de bois», 175-181 ; « Le canot », p. 182-183 ; « Une épopée dans le bronze », p. 192 ; biog. et portrait,p. 481-482, dans Lectures littéraires, tome III, Les Frères de l'Instruction chrétienne, La Prairie, 1964.
- « L'habitat canadien », p. 253-258 ; « Les Canadiens français aujourd'hui », p.  259-263 ; « Un monde était leur empire », p. 599 ; biog. et portrait, p. 260, 827- 828, Lectures littéraires, tome IVI, Les Frères de l'Instruction chrétienne, La Prairie, (sd).* « Lettre ouverte au Colonel Sarto Marchand », Le Laissez-Passer canadiens-français, février 1964.* (In memoriam), « Mgr J. M. Phaneuf, p.d. », L’Écho de Bourget, février 1964.* « L’inventaire des besoins de nos institutions », Le Laissez-Passer canadiens-français, avril 1964.* Compte rendu du livre de W. L. Morton, The Kingdom of Canada, A General History from Earliest Times, paru dans la Revue d'histoire de l'Amérique française, 17, 4 (mars 1964), p. 573-580.* Compte rendu du livre de Léopold Desrosiers, Dans le nid d’aiglons, la Colombe – Vie de Jeanne Le Ber, la recluse, paru dans la Revue d'histoire de l'Amérique française, 17, 4 (mars 1964), p. 583-586.* Compte rendu du livre de Winston Deville, Marriage Contracts of Natchitoches, 1739-1803, paru dans la Revue d'histoire de l'Amérique française, 17, 4 (mars 1964), p. 587-588* Compte rendu de la Bibliographie annuelle de l’histoire de France, paru dans la Revue d'histoire de l'Amérique française, 17, 4 (mars 1964), p. 588.* Compte rendu du livre de Jules Martel, s.c., Les troubles de 1837-38 dans la région de Sherbrooke, paru dans la Revue d'histoire de l'Amérique française, 17, 4 (mars 1964), p. 603.* Orientation – Au seuil d'une ère nouvelle... une nouvelle génération est venue, Saint-Hyacinthe, Les Éditions Alerte, 1964, 14 p. (Conférence prononcée à l'issue du déjeuner de clôture du 18e congrès annuel de la Fédération des Sociétés Saint-Jean-Baptiste du Québec, le 7 juin 1964)* « Dollard des Ormeaux », Cahiers de l'Académie canadienne-française, 8, 1964, p. 107-113.* « Louis-Hector de Callières », Cahiers de l'Académie canadienne-française, 8, 1964, p. 123-130.* « Une vraie doctrine de vie pour notre nation », L'Action nationale, (octobre 1964), p. 113-119. (Allocution prononcée à Québec, le 7 juin 1964, devant les membres de la Fédération des sociétés Saint-Jean-Baptiste du Québec).* Compte rendu du livre de G. Jacquemyns, Langrand-Dumonceau, promoteur d’une puissance financière catholique, paru dans la Revue d'histoire de l'Amérique française, (18, 1 (juin 1964), p. 146-147.* Compte rendu du livre Histoire du Canada – Synthèse, publiée dans Mes Fiches, paru dans la Revue d'histoire de l'Amérique française, 18, 1 (juin 1964), p. 150-151.* Compte rendu du livre de Roland Lamontagne, Succès d’intendance de Talon, paru dans la Revue d'histoire de l'Amérique française, 18, 1 (juin 1964), p. 151-153.* Compte rendu du livre de Thomas M. Charland, o. p., Histoire des Abénakis d’Odanak (1675-1937), paru dans la Revue d'histoire de l'Amérique française, 18, 1 (juin 1964), p. 153-155.* Compte rendu du livre de Louis-Philippe Audet, Histoire du Conseil de l’Instruction publique, paru dans la Revue d'histoire de l'Amérique française, 18, 1 (juin 1964), p. 155-160.* Compte rendu du livre de Henry Putney Beers, The French & British in the Old North-west – A Bibliographical Guide to Archive and Manuscript Sources, paru dans la Revue d'histoire de l'Amérique française, 18, 2 (septembre 1964), p. 295-297.* Compte rendu du livre de Raymond Douville et Jacques Donat Casanova, La vie quotidienne en Nouvelle-France, Le Canada de Champlain à Montcalm,  paru dans la Revue d'histoire de l'Amérique française, 18, 2 (septembre 1964), p. 297-299.* Compte rendu du livre de René J. Le Gardeur, The First New Orleans Theatre 1792-1803, paru dans la Revue d'histoire de l'Amérique française, 18, 2 (septembre 1964), p. 299.* Compte rendu du livre de Robert Le Blant, La condition sociale de Samuel de Champlain, paru dans la Revue d'histoire de l'Amérique française, 18, 2 (septembre 1964), p. 299-300.* Compte rendu du livre de Béatrice Clément, Marie de la Ferre 1592-1652, paru dans la Revue d'histoire de l'Amérique française, 18, 2 (septembre 1964), p. 301-302.* Compte rendu du livre de Eduardo Brazao, La Découverte de Terre-Neuve, paru dans la Revue d'histoire de l'Amérique française, 18, 2 (septembre 1964), p. 304-305.* Compte rendu du livre d’André Dagenais, Vingt-quatre défauts thomistes – Mémoire sur l’éducation, paru dans la Revue d'histoire de l'Amérique française, 18, 2 (septembre 1964), p. 309-312.* Compte rendu du livre de Sœur Estgelle Mitchell, s.g.m., Mère Jane Slocombe, neuvième supérieure générale des sœurs Grises de Montréal, 1819-1872, paru dans la Revue d'histoire de l'Amérique française, 18, 3 (décembre 1964), p. 443-445.* Compte rendu du livre de Roland Lamontagne, La vie et l’œuvre de Pierre Bouguer, paru dans la Revue d'histoire de l'Amérique française, 18, 3 (décembre 1964), p. 445-447.* Compte rendu de la Bibliographie annuelle de l’histoire de France, paru dans la Revue d'histoire de l'Amérique française, 18, 3 (décembre 1964), p. 447-448.* Compte rendu du livre de Robert-Lionel Séguin, Les granges du Québec du XVIIe siècle au XIXe siècle, paru dans la Revue d'histoire de l'Amérique française, 18, 3 (décembre 1964), p. 448-449.* Compte rendu du livre de Mgr Arthur Maheux, P.J.O. Chauveau, promoteur des sciences, paru dans la Revue d'histoire de l'Amérique française, 18, 3 (décembre 1964), p. 458-460.* Compte rendu du livre de Gérard Parizeau, Bas-Canada – 1800 : Le milieu et ses problèmes, paru dans la Revue d'histoire de l'Amérique française, 18, 3 (décembre 1964), p. 460-461.* Compte rendu d’un article intitulé « Lamennais Au Canada français», paru dans la Revue d'histoire de l'Amérique française, 18, 3 (décembre 1964), p. 461-462.* Compte rendu du livre de Charles de Violpi et P.S. Winkworth, Montréal – Recueil iconographique, paru dans la Revue d'histoire de l'Amérique française, 18, 3 (décembre 1964), p. 462. * Compte rendu d’un livre publié par la Ville de Montréal intitulé Montréal 1964, paru dans la Revue d'histoire de l'Amérique française, 18, 3 (décembre 1964), p. 462.* « Chronique de l'Institut », Revue d'histoire de l'Amérique française, 17, 4 (mars 1964), p. 612-614; 18, 1 (juin 1964), p. 162-164; 18, 2 (septembre 1964), p. 316-318; 18, 3 (décembre 1964), p. 474-476.

## 1965
- « En cette veille 1965 », Le Message des Fondateurs de l'Église du Canada, 4, 1 (janvier 1965): p. 1.* « Opinion du chanoine Groulx sur les États associés », L'Information nationale (février 1965) : p. 6.* « L'acte de foi qui nous sauvera ! », L'Action nationale, 54, 6 (février 1965), p. 531-535.* Compte rendu du livre publié par la Société historique de Boucherville, Histoire véritable et naturelle… 1664 de Pierre Boucher paru dans la Revue d'histoire de l'Amérique française, 18, 4 (mars 1965), p. 604-606.* Compte rendu de l’article de Gabriel Desbiens,  « Les origines des esclaves des Antilles», paru dans la Revue d'histoire de l'Amérique française, 18, 4 (mars 1965), p. 622-623.* Compte rendu de l’article de Geneviève Massignon, «Les noms de famille en Acadie», paru dans la Revue d'histoire de l'Amérique française, 18, 4 (mars 1965), p. 623.* (Pseud. Isidore Legrobeur), « Lettre ouverte à Jean Lesage »,  L'Action nationale, 54, 9 (mai 1965): 924-927.* Compte rendu du livre de Roland Lamontagne, Aperçu structural du Canada au XVIIIe siècle, paru dans la Revue d'histoire de l'Amérique française, 19, 1 (juin 1965), p. 136-139.* Compte rendu du livre de Marie-Blanche Fontaine, Une femme face à la Confédération, paru dans la Revue d'histoire de l'Amérique française, 19, 1 (juin 1965), p. 139-141.* Compte rendu du livre de Claude Fohlen, L’Amérique anglo-saxonne de 1815 à nos jours, paru dans la Revue d'histoire de l'Amérique française, 19, 1 (juin 1965), p. 141-142.* Compte rendu du livre d'Étienne Catta, Le Frère André (!845-1937) et l’Oratoire Saint-Joseph du Mont-Royal, paru dans la Revue d'histoire de l'Amérique française, 19, 1 (juin 1965), p. 142-144.* Compte rendu du livre de John Francis McDermott, The French in the Mississippi Valley, paru dans la Revue d'histoire de l'Amérique française, 19, 2 (septembre 1965), p. 314-315.* Compte rendu d des livres de Jean Mercier, ptre, L’Estrie et Autour de Mena’Sen paru dans la Revue d'histoire de l'Amérique française, 19, 2 (septembre 1965), p.  315-317.* Compte rendu du livre de H. Watelet, Note sur le classement des archives familiales, paru dans la Revue d'histoire de l'Amérique française, 19, 2 (septembre 1965), p. 317.* Compte rendu du livre de Émile Gervais, s.j., Les Six – Les Fondateurs de l’Église du Canada, paru dans la Revue d'histoire de l'Amérique française, 19, 2 (septembre 1965), p. 317-319.* Compte rendu du livre de Germain Lemieux, s.j., Chanteurs franco-ontariens et leurs chansons, paru dans la Revue d'histoire de l'Amérique française, 19, 2 (septembre 1965), p. 319-320.* Compte rendu de la Bibliographie annuelle de l’Histoire de France du cinquième siècle à 1939, paru dans la Revue d'histoire de l'Amérique française, 19, 2 (septembre 1965), p. 320.* Compte rendu de The Catholic Historical Review, paru dans la Revue d'histoire de l'Amérique française, 19, 2 (septembre 1965), p. 320-322.* Compte rendu du livre de Marie-Claire Daveluy, La Société de Notre-Dame de Montréal 1639-1663, paru dans la Revue d'histoire de l'Amérique française, 19, 2 (septembre 1965), p. 322.* « Paul Guillet, le patriote de Rosemont », Le Devoir, 15 novembre 1965.* « Lettre au président général de la SSJB, M. Yvon Groulx — Faut-il décréter l'unilinguisme par une loi ? », L'Information nationale, novembre 1965.* Compte rendu du livre de Thérèse Prince-Falmagne, Un marquis du grand siècle – Jacques-René de Brisay de Denonville, gouverneur de la Nouvelle-France, 1637-1710,  paru dans la Revue d'histoire de l'Amérique française, 19, 3 (décembre 1965), p. 477-481.* Compte rendu du livre de Skelton, R. A.; Marston, Thomas E.,; et Georges D. Painter, The Vinlands Map and the Tartar Relation, paru dans la Revue d'histoire de l'Amérique française, 19, 3 (décembre 1965), p. 481-484.* « Chronique de l'Institut », Revue d'histoire de l'Amérique française, 18, 4 (mars 1965), p.628-631 ; 19, 1 (juin 1965), p. 160-162; 19, 2 (septembre 1965), p. 332; 19, 3 (décembre 1965), p. 500-501.

## 1966
- La grande Dame de notre histoire – Esquisse pour un portrait (Marie de l’Incarnation), Montréal, Fides, 1966, 61 p.
- « Un Québec fort », Les agendas patriotiques incorporés (Québec).
- «Priorité du français dans le Québec», Revue du Bon Parler français.
- Compte rendu de Léo Traversy, La paroisse de Saint-Damase, co. De Saint-Hyacinthe, paru dans la Revue d'histoire de l'Amérique française, 19, 4 (mars 1966), p. 637.
- Compte rendu du Dictionnaire biographique du Canada, paru dans la Revue d'histoire de l'Amérique française, 19, 4 (mars 1966), p. 637-640.
- Compte rendu de Roland Lamontagne, L’Administration du Canada – manuel de tableaux thématiques, paru dans la Revue d'histoire de l'Amérique française, 19, 4 (mars 1966), p. 641-642.
- Compte rendu de Roland Lamontagne, L’Atlantique jusqu’au temps de Maurepas, Aspect de géohistoire du Canada, paru dans la Revue d'histoire de l'Amérique française, 19, 4 (mars 1966), p. 642-643.
- Compte rendu de Ch. De la Morandière, Histoire de la pêche française de la morue dans l’Amérique septentrionale (Des origines à 1789), paru dans la Revue d'histoire de l'Amérique française, 19, 4 (mars 1966), p. 643-645.
- Compte rendu de quelques revues paru dans la Revue d'histoire de l'Amérique française, 19, 4 (mars 1966), p. 645-648.
- Compte rendu de W. J. Eccles, The Government of New-France, paru dans la Revue d'histoire de l'Amérique française, 19, 4 (mars 1966), p. p. 648-650.
- « Présentation » de genèse d'une étude graphologique sur Marguerite Bourgeoys, Revue d'histoire de l'Amérique française, 20, 1 (juin 1966), p. 77.
- Compte rendu du livre du Comité français des Sciences historiques, Bibliographie annuelle de l’Histoire de France du cinquième siècle à 1945, paru dans la Revue d'histoire de l'Amérique française, 20, 1 (juin 1966), p. 130-131.
- Compte rendu de l’abbé Honorius Provost, Le Séminaire de Québec, paru dans la Revue d'histoire de l'Amérique française, 20, 1 (juin 1966), p. p. 131-132.
- Compte rendu de Benoît lacroix, o.p., Le Japon entrevu, paru dans la Revue d'histoire de l'Amérique française, 20, 1 (juin 1966), p. 132-134.
- Compte rendu de Paul Wyczynski, éd., François-Xavier Garneau – Aspects littéraires de son œuvre, paru dans la Revue d'histoire de l'Amérique française, 20, 1 (juin 1966), p. 134-137.
- Compte rendu de Joffre Galarneau, René Bazin et le problème social, paru dans la Revue d'histoire de l'Amérique française, 20, 2 (septembre 1966), p. 312-314.
- Compte rendu de Gérard Dionne, ptre, La situation de l’Église en Amérique latine – Amérique latine et prêtres séculiers canadiens, paru dans la Revue d'histoire de l'Amérique française, 20, 2 (septembre 1966), p. 315-316.
- Compte rendu de Philippe Aubert de la Rüe, Canada incertain – Un pays à la recherche de son identité, paru dans la Revue d'histoire de l'Amérique française, 20, 2 (septembre 1966), p. 316-319.
- Compte rendu de Roland lamontagne, Ministère de la Marine, Amérique et Canada, paru dans la Revue d'histoire de l'Amérique française, 20, 2 (septembre 1966), p. 320-321.
- «Le père Tapin' et l'Action française», In memoriam, 12 octobre, paru dans Relations (novembre 1966): 296-297.
- Compte rendu du Rapport Parent – rapport de la Commission royale d’enquête sur l’enseignement dans la province de Québec,  paru dans la Revue d'histoire de l'Amérique française, 20, 3 (décembre 1966), p. 458-466.
- Compte rendu de Robert de Roquebrune, Quartier Saint-Louis, paru dans la Revue d'histoire de l'Amérique française, 20, 3 (décembre 1966), p. 504-505.
- «Chronique de l'Institut», Revue d'histoire de l'Amérique française, 19, 4 (mars 1966), p. 665-666; 20, 1 (juin 1966), p. 167-169; 20, 2 (septembre 1966), p. 342-343; 20, 3 (décembre 1966), p. 522-524.

## 1967
- Constantes de vie, Montréal, Fides, 174 p.
- « Pierre de la Gorce », dans Cahiers de l'Académie canadienne-française, 11-Reconnaissances Littéraires, 130-136.
- Compte rendu de André Bergevin, Cameron Nish et Anne Bourassa, Henri Bourassa – Bibliographie, paru dans la Revue d'histoire de l'Amérique française, 20, 4 (mars 1967), p. 639-641.
- Compte rendu de William F. Ryan, The Clergy and Economic Growth in Quebec (1896-1914), paru dans la Revue d'histoire de l'Amérique française, 20, 4 (mars 1967), p. 641-646.
- Compte rendu de Charles Edwards O’Neil, Church and State in French Colonial Louisiana – Policy and Politics to 1732,  paru dans la Revue d'histoire de l'Amérique française, 20, 4 (mars 1967), p. 646-649.
- «Chronique de l'Institut», Revue d'histoire de l'Amérique française, 20,4 (mars 1967), p. 701-704.
- «Léo-Paul Desrosiers – Âme de qualité-noble esprit, In Memoriam », Le Devoir, 22 avril.

## 1970
- Roland-Michel Barrin de La Galissonière 1693-1756, Québec et Toronto, Les Presses de l'Université Laval et University of Toronto Press, 1970, 102 p.

## 1970-1974
- Mes mémoires, 4 Vol., Montréal, Fides : Tome I (1878-1920), 1970 - 437 p.; Tome II (1920-1928), 1971 - 418 p.; Tome III (1926-1939), 1972 - 412 p.; Tome IV (1940-1967), 1974 - 464 p.

## 1984-2015
- Journal, 1895-1911, Montréal, Les Presses de l'Université de Montréal, 1984, 2 vol., 1108 p.
- Correspondance, 1894-1967, vol. 1, Le prêtre-éducateur, 1894-1906, Montréal, Fides, 1989, 857 p.
- Correspondance, 1894-1967, vol. 2, Un étudiant à l’école de l’Europe, 1906-1909, Montréal, Fides, 1993, 839 p.
- Correspondance, 1894-1967, vol. 3, L’intellectuel et l’historien novices, 1909-1915, Montréal, Fides, 2003, 1050 p.* Correspondance, 1894-1967, vol. 4, Le conférencier traditionaliste et nationaliste, 1915-1920, Montréal, Fondation Lionel-Groulx, 2013, 745 p.* Rencontre avec Lionel Groulx. Conférences à l’Université de Montréal à l’occasion du 50e anniversaire de la Chaire d’histoire du Canada, Montréal, Fondation Lionel-Groulx, en collab. avec la Bibliothèque des lettres et sciences humaines de l’Université de Montréal, 2015, 54 p.

## Sources
- Juliette Rémillard et Madeleine Dionne, L’œuvre du chanoine Lionel Groulx, Montréal, Les publications de l’Académie canadienne-française, 1964, 197 p..* Rémillard, Juliette, «Lionel Groulx – Bibliographie (1964-1979)», Revue d'histoire de l'Amérique française, 32, 3 (décembre 1978), p. 465-523.* Bouchard, Gérard, Les deux chanoines – Contradiction et ambivalence dans la pensée de Lionel Groulx, Montréal, Boréal, 2003,p. 277-284.